# Lista över avsnitt av På spåret
Detta är en lista över avsnitt, medverkande och resultat i det svenska TV-lekprogrammet. För information om programmets upplägg, se dess artikel här: På Spåret
Ingvar Oldsberg var programledare fram till och med säsong 19 (våren 2009). Från och med säsong 20 (hösten 2009) tog Kristian Luuk vid som programledare. Under de första säsongerna ledde Oldsberg programmet ensam (förutom att Lennart Hoa-Hoa Dahlgren bistod som domare under säsong 2 [1988]). Från och med säsong 6 (1995) övertog den fyrfaldige vinnaren Björn Hellberg rollen som domare, vilken han hade fram till och med säsong 19 (våren 2009), förutom ett avbrott under säsong 15 (2004–2005), då domarrollen istället innehades av Carl Jan Granqvist. Från och med säsong 20 (hösten 2009) övertogs domarrollen av Fredrik Lindström. Under de första fem säsongerna (fram till 1993) var det tre tävlande i varje lag; därefter har det varit två.
Vinnarna i varje avsnitt markeras med fetstil, om de är kända. Eftersom sista avsnittet på varje säsong är säsongsfinalen är alltså vinnarna i det avsnittet vinnare av hela säsongen.

## Säsong 1 (1987)

### Deltagare[1][2]
- Lag 1
  - Lisette Schulman
  - Anna-Lena Segestam
  - Evert Lindkvist
- Lag 2
  - Lennart Hoa-Hoa Dahlgren
  - Thomas Wernersson
  - Margareta Söderström
- Lag 3
  - Richard Fuchs
  - Gunnel Bergstrand
  - Rolf Sjöberg
- Lag 4
  - Gunnar Svensson
  - Elisabeth Ohlén
  - Hans I Holm
- Lag 5
  - Lasse Eriksson
  - Birgitta Hellstrand
  - Bosse Holmberg
- Lag 6
  - Susanne Alfvengren
  - Rustan Älveby
  - Kerstin Wengelin
- Lag 7
  - Stig Strand
  - Ellinor Nilsson
  - Ebbe Hagardh

### Program och resultat
| Avsnitt | Datum             | Tävlande och poäng 1:a klass                                    | Tävlande och poäng 1:a klass | Tävlande och poäng 3:e klass                                    | Tävlande och poäng 3:e klass | Resmål                         | Gästartister                                    |
| ------- | ----------------- | --------------------------------------------------------------- | ---------------------------- | --------------------------------------------------------------- | ---------------------------- | ------------------------------ | ----------------------------------------------- |
| 1       | 5 september 1987  | Lisette Schulman Evert Lindkvist Anna-Lena Segestam             | 26                           | Lennart Hoa-Hoa Dahlgren Margareta Söderström Thomas Wernersson | 37                           | Borlänge Lycksele Landskrona   | Lars Roos Siw Malmkvist                         |
| 2       | 12 september 1987 | Lennart Hoa-Hoa Dahlgren Margareta Söderström Thomas Wernersson | 50                           | Richard Fuchs Lotta Bergstrand Rolf Sjöberg                     | 26                           | Söderhamn Norrköping Göteborg  | Monica Törnell Krister St. Hill Jan Eyron       |
| 3       | 19 september 1987 | Lennart Hoa-Hoa Dahlgren Margareta Söderström Thomas Wernersson | 44                           | Susanne Alfvengren Kerstin Wengelin Rustan Älveby               | 43                           | Halmstad Västervik Trollhättan | Marie Fredriksson Anders Eriksson Charles Falk  |
| 4       | 26 september 1987 | Lennart Hoa-Hoa Dahlgren Margareta Söderström Thomas Wernersson | 46                           | Stig Strand Ellinor Nilsson Ebbe Hagbard                        | 43                           | Kristianstad Karlstad Enköping | Ann-Louise Hansson Totte Wallin                 |
| 5       | 3 oktober 1987    | Lennart Hoa-Hoa Dahlgren Margareta Söderström Thomas Wernersson | 35                           | Gunnar Svensson Elisabeth Ohlén Hans I Holm                     | 38                           | Umeå Vetlanda Kiruna           | Lena Philipsson Eva Serning                     |
| 6       | 10 oktober 1987   | Gunnar Svensson Elisabeth Ohlén Hans I Holm                     | 28                           | Lasse Eriksson Birgitta Hellstrand Bosse Holmberg               | 27                           | Västerås Östersund Skellefteå  | Pugh Rogefeldt Hasse Tholin Ann-Kristin Hedmark |

## Säsong 2 (1988)

### Deltagare[2]
- Lag 1
  - Anki Rahlskog
  - Agneta Danielsson
  - Med Reventberg
- Lag 2
  - Björn Hellberg
  - Bengt Grive
  - Mats Strandberg
- Lag 3
  - Lars Widding
  - Fillie Lyckow
  - Hans Dahlberg
- Lag 4
  - Egon Kjerrman
  - Mia Adolphson
  - Meta Velander
- Lag 5
  - Ture Pettersson
  - Bernt Johansson
  - Bengt Risberg
- Lag 6
  - Monica Malmström
  - Uno ”Myggan” Ericson
  - Ulf Elving
- Lag 7
  - Astrid Kristensson
  - Lars Werner
  - Maria Leissner

### Program och resultat
| Avsnitt | Datum            | Tävlande och poäng 1:a klass                   | Tävlande och poäng 1:a klass | Tävlande och poäng 3:e klass                     | Tävlande och poäng 3:e klass | Resmål                       | Gästartister    |
| ------- | ---------------- | ---------------------------------------------- | ---------------------------- | ------------------------------------------------ | ---------------------------- | ---------------------------- | --------------- |
| 1       | 11 november 1988 | Anki Rahlskog Agneta Danielsson Med Reventberg | 18                           | Björn Hellberg Bengt Grive Mats Strandberg       | 39                           | Helsingborg Arvika Sundsvall | Erland Hagegård |
| 2       | 18 november 1988 | Björn Hellberg Bengt Grive Mats Strandberg     | 37                           | Lars Widding Fillie Lyckow Hans Dahlberg         | 34                           | Arvidsjaur Jönköping Gävle   | Jeja Sundström  |
| 3       | 25 november 1988 | Björn Hellberg Bengt Grive Mats Strandberg     | 41                           | Egon Kjerrman Mia Adolphson Meta Velander        | 38                           | Varberg Örebro Haparanda     | Peter Flack     |
| 4       | 2 december 1988  | Björn Hellberg Bengt Grive Mats Strandberg     | 39                           | Ture Pettersson Bernt Johansson Bengt Risberg    | 34                           | Stockholm Borås Luleå        | Ewa Roos        |
| 5       | 9 december 1988  | Björn Hellberg Bengt Grive Mats Strandberg     | 55                           | Monica Malmström Uno ”Myggan” Ericson Ulf Elving | 42                           | Lund Katrineholm Härnösand   | Klasse Möllberg |
| 6       | 16 december 1988 | Björn Hellberg Bengt Grive Mats Strandberg     | 41                           | Astrid Kristensson Lars Werner Maria Leissner    | 18                           | Uppsala Kalmar Strömstad     | Göran Söllscher |

## Säsong 3 (1990)

### Deltagare[2]
- Lag 1
  - Björn Hellberg
  - Joakim Nyström
  - Mats Strandberg
- Lag 2
  - Lennart Hoa-Hoa Dahlgren
  - Thomas Wernersson
  - Margareta Söderström
- Lag 3
  - Lasse Brandeby
  - Malena Ivarsson
  - C.-H. Hermansson
- Lag 4
  - Alicia Lundberg
  - Erik Bergsten
  - Gunnar Bernstrup

### Program och resultat
| Avsnitt | Datum            | Tävlande och poäng 1:a klass                                    | Tävlande och poäng 1:a klass | Tävlande och poäng 3:e klass                    | Tävlande och poäng 3:e klass | Resmål                       |
| ------- | ---------------- | --------------------------------------------------------------- | ---------------------------- | ----------------------------------------------- | ---------------------------- | ---------------------------- |
| 1       | 23 februari 1990 | ?                                                               | ?                            | ?                                               | ?                            | ?                            |
| 2       | 2 mars 1990      | ?                                                               | ?                            | ?                                               | ?                            | ?                            |
| 3       | 9 mars 1990      | ?                                                               | ?                            | ?                                               | ?                            | ?                            |
| 4       | 16 mars 1990     | ?                                                               | ?                            | ?                                               | ?                            | ?                            |
| 5       | 23 mars 1990     | Margareta Söderström Lennart Hoa-Hoa Dahlgren Thomas Wernersson | 43                           | Malena Ivarsson Lasse Brandeby C.-H. Hermansson | 41                           | Hudiksvall Värnamo Linköping |
| 6       | 30 mars 1990     | ?                                                               | ?                            | ?                                               | ?                            | ?                            |
| 7       | 6 april 1990     | Margareta Söderström Lennart Hoa-Hoa Dahlgren Thomas Wernerson  | 39                           | Mats Strandberg Björn Hellberg Joakim Nyström   | 40                           | Lidköping Boden Falun        |

## Säsong 4 (1991)

### Deltagare[2]
- Lag 1
  - Björn Hellberg
  - Bengt Grive
  - Mats Strandberg
- Lag 2
  - Putte Wickman
  - Birgit Carlstén
  - Lennart Broström
- Lag 3
  - Jonas Hallberg
  - Cissi Elwin
  - Jörgen Mörnbäck
- Lag 4
  - Bertil Gärtner
  - Stefan Ljungqvist
  - Laila Westersund

### Program och resultat
| Avsnitt | Datum             | Tävlande och poäng 1:a klass                                    | Tävlande och poäng 1:a klass | Tävlande och poäng 3:e klass                      | Tävlande och poäng 3:e klass | Resmål                        | Gästartist                   |
| ------- | ----------------- | --------------------------------------------------------------- | ---------------------------- | ------------------------------------------------- | ---------------------------- | ----------------------------- | ---------------------------- |
| 1       | 20 september 1991 | Bertil Gärtner Stefan Ljungqvist Laila Westersund               | 25                           | Jonas Hallberg Cissi Elwin Jörgen Mörnbäck        | 42                           | Borgholm Arboga Roskilde      | Ingen                        |
| 2       | 27 september 1991 | ?                                                               | ?                            | ?                                                 | ?                            | ?                             | ?                            |
| 3       | 4 oktober 1991    | ?                                                               | ?                            | ?                                                 | ?                            | ?                             | ?                            |
| 4       | 11 oktober 1991   | Putte Wickman Berit Carlstén Lennart Broström                   | 41                           | Bertil Gärtner Stefan Ljungqvist Laila Westersund | 37                           | Oslo Östersund Växjö          | Ingen                        |
| 5       | 18 oktober 1991   | Lennart Hoa-Hoa Dahlgren Thomas Wernersson Margareta Söderström | 25                           | Björn Hellberg Bengt Grive Mats Strandberg        | 43                           | Sala Helsingör Jokkmokk       | Heléne Jonsson               |
| 6       | 25 oktober 1991   | ?                                                               | ?                            | ?                                                 | ?                            | ?                             | ?                            |
| 7       | 1 november 1991   | Björn Hellberg Bengt Grive Mats Strandberg                      | 46                           | Putte Wickman Birgit Carlstén Lennart Broström    | 38                           | Ludvika Tammerfors Norrköping | Bodil Sjögren Anne Penttinen |

## Säsong 5 (1993)

### Deltagare[2]
- Lag 1
  - Björn Hellberg
  - Bengt Grive
  - Mats Strandberg
- Lag 2
  - Jonas Hallberg
  - Pernilla Månsson Colt
  - Jörgen Mörnbäck
- Lag 3
  - Putte Wickman/Birgit Carlstén
  - Gullan Lindblad
  - Lennart Broström
- Lag 4
  - Tommy Engstrand
  - Martina Uusma
  - Åke Strömmer
- Lag 5
  - Lasse Strömstedt
  - Inger Nilsson
  - Kicki Hultin

### Program och resultat
| Avsnitt | Datum             | Tävlande och poäng 1:a klass                         | Tävlande och poäng 1:a klass | Tävlande och poäng 3:e klass                         | Tävlande och poäng 3:e klass | Resmål                           | Gästartist        |
| ------- | ----------------- | ---------------------------------------------------- | ---------------------------- | ---------------------------------------------------- | ---------------------------- | -------------------------------- | ----------------- |
| 1       | 3 september 1993  | Lasse Strömstedt Inger Nilsson Kicki Hultin          | 40                           | Jonas Hallberg Pernilla Månsson Colt Jörgen Mörnbäck | 25                           | Marstrand Gällivare Köpenhamn    | Erik Gullbransson |
| 2       | 10 september 1993 | Tommy Engstrand Martina Uusma Åke Strömmer           | 21                           | Lasse Strömstedt Inger Nilsson Kicki Hultin          | 33                           | Askersund Fredrikshamn Karlshamn | –                 |
| 3       | 17 september 1993 | Putte Wickman Gullan Lindblad Lennart Broström       | 39                           | Tommy Engstrand Martina Uusma Åke Strömmer           | 48                           | Helsingfors Höganäs Alingsås     | Lotta Järnebratt  |
| 4       | 24 september 1993 | Jonas Hallberg Pernilla Månsson Colt Jörgen Mörnbäck | 44                           | Putte Wickman Gullan Lindblad Lennart Broström       | 44                           | Bollnäs Falkenberg Bergen        | –                 |
| 5       | 1 oktober 1993    | Tommy Engstrand Martina Uusma Åke Strömmer           | 47                           | Jonas Hallberg Pernilla Månsson Colt Jörgen Mörnbäck | 44                           | Odense Ulricehamn Karlskoga      | –                 |
| 6       | 8 oktober 1993    | Lennart Broström Gullan Lindblad Birgit Carlstén     | 44                           | Lasse Strömstedt Inger Nilsson Kicki Hultin          | 27                           | Solna Skövde Åbo                 | –                 |
| 7       | 15 oktober 1993   | Björn Hellberg Bengt Grive Mats Strandberg           | 52                           | Lasse Strömstedt Inger Nilsson Kicki Hultin          | 51                           | Leksand Norrtälje Sunne Vadstena | Maria Schéle      |

- I avsnitt 4 fick lagen samma slutpoäng och därmed räknades tävlingen som oavgjord. Då gav man inte någon skiljefråga för att få fram ett segrande lag.
- I avsnitt 6 var Putte Wickman utbytt mot Birgit Carlstén och därmed hade Lennart Broström tagit över som lagledare.

## Säsong 6 (1995)

### Deltagare[14]
- Lag 1
  - Peter Harryson
  - Eva Bysing
- Lag 2
  - Mats Hådell
  - Gila Bergqvist
- Lag 3
  - Lotta Gröning
  - Niklas Lindblad
- Lag 4
  - My Holmsten
  - Håkan Södergren
- Lag 5
  - Cecilia Hagen
  - Tomas Tengby
- Lag 6
  - Lars-Gunnar Björklund
  - Lena Rainer

### Program och resultat
| Avsnitt | Datum            | Tävlande och poäng lag 1          | Tävlande och poäng lag 1 | Tävlande och poäng lag 2          | Tävlande och poäng lag 2 | Resmål                      | Tittarsiffror |
| ------- | ---------------- | --------------------------------- | ------------------------ | --------------------------------- | ------------------------ | --------------------------- | ------------- |
| 1       | 13 januari 1995  | ?                                 | ?                        | ?                                 | ?                        | ?                           | 2 455 000     |
| 2       | 20 januari 1995  | Peter Harryson Eva Bysing         | ?                        | Mats Hådell Gila Bergqvist        | ?                        | ?                           | 2 095 000     |
| 3       | 27 januari 1995  | Lotta Gröning Niklas Lindblad     | 41                       | My Holmsten Håkan Södergren       | 44                       | Sollefteå München Edinburgh | 1 497 000     |
| 4       | 3 februari 1995  | Peter Harryson Eva Bysing         | ?                        | Mats Hådell Gila Bergqvist        | ?                        | ?                           | 1 586 000     |
| 5       | 10 februari 1995 | Lotta Gröning Niklas Lindblad     | ?                        | Cecilia Hagen Tomas Tengby        | ?                        | ?                           | 1 478 000     |
| 6       | 17 februari 1995 | Mats Hådell Gila Bergqvist        | ?                        | Lars-Gunnar Björklund Lena Rainer | ?                        | ?                           | 1 766 000     |
| 7       | 3 mars 1995      | Lars-Gunnar Björklund Lena Rainer | ?                        | My Holmsten Håkan Södergren       | ?                        | ?                           | 1 518 000     |
| 8       | 10 mars 1995     | Peter Harryson Eva Bysing         | 43                       | Cecilia Hagen Tomas Tengby        | 45                       | Milano Mora Salzburg        | 1 731 000     |

## Säsong 7 (1996)

### Deltagare[14]
- Lag 1
  - John Harryson
  - Gaby Stenberg
- Lag 2
  - Bengt Järnblad
  - Ma Oftedal
- Lag 3
  - My Holmsten
  - Jonas Hallberg
- Lag 4
  - Malena Ivarsson
  - Lasse Strömstedt
- Lag 5
  - Camilla Henemark
  - Bo Holmström
- Lag 6
  - Birgit Carlstén
  - Tommy Engstrand

### Program och resultat
| Avsnitt | Datum             | Tävlande och poäng lag 1        | Tävlande och poäng lag 1 | Tävlande och poäng lag 2         | Tävlande och poäng lag 2 | Resmål                |
| ------- | ----------------- | ------------------------------- | ------------------------ | -------------------------------- | ------------------------ | --------------------- |
| 1       | 30 augusti 1996   | John Harryson Gaby Stenberg     | ?                        | Bengt Järnblad Ma Oftedal        | ?                        | ?                     |
| 2       | 6 september 1996  | My Holmsten Jonas Hallberg      | ?                        | Malena Ivarsson Lasse Strömstedt | ?                        | ?                     |
| 3       | 13 september 1996 | John Harryson Gaby Stenberg     | ?                        | Camilla Henemark Bo Holmström    | ?                        | ?                     |
| 4       | 20 september 1996 | Birgit Carlstén Tommy Engstrand | ?                        | Malena Ivarsson Lasse Strömstedt | ?                        | ?                     |
| 5       | 27 september 1996 | Camilla Henemark Bo Holmström   | ?                        | Bengt Järnblad Ma Oftedal        | ?                        | ?                     |
| 6       | 4 oktober 1996    | Birgit Carlstén Tommy Engstrand | ?                        | My Holmsten Jonas Hallberg       | ?                        | ?                     |
| 7       | 11 oktober 1996   | ?                               | ?                        | ?                                | ?                        | ?                     |
| 8       | 18 oktober 1996   | Birgit Carlstén Tommy Engstrand | 41                       | Bengt Järnblad Ma Oftedal        | 10                       | Linköping Madrid Wien |

## Säsong 8 (1997)

### Deltagare[14]
- Lag 1
  - Peter Harryson
  - Malin Petersson
- Lag 2
  - Birgit Carlstén
  - Helge Skoog
- Lag 3
  - Lennart Hoa-Hoa Dahlgren
  - Kerstin Hallert
- Lag 4
  - Adde Malmberg
  - Cecilia Hagen
- Lag 5
  - My Holmsten
  - Lasse Strömstedt
- Lag 6
  - Tommy Engstrand
  - Monica Forsberg

### Program och resultat
| Avsnitt | Datum             | Tävlande och poäng X3000                 | Tävlande och poäng X3000 | Tävlande och poäng Dressinen             | Tävlande och poäng Dressinen | Resmål                              | Tintin & Haddock |
| ------- | ----------------- | ---------------------------------------- | ------------------------ | ---------------------------------------- | ---------------------------- | ----------------------------------- | ---------------- |
| 1       | 5 september 1997  | Peter Harryson Malin Petersson           | 53                       | Birgit Carlstén Helge Skoog              | 42                           | London Umeå Kivik                   | New York         |
| 2       | 12 september 1997 | Lennart Hoa-Hoa Dahlgren Kerstin Hallert | 20                       | Adde Malmberg Cecilia Hagen              | 33                           | Mariehamn Malmö San Marino          | Västerås         |
| 3       | 19 september 1997 | Birgit Carlstén Helge Skoog              | 27                       | My Holmsten Lasse Strömstedt             | 26                           | Säffle Narvik Monaco                | Sundsvall        |
| 4       | 26 september 1997 | Tommy Engstrand Monica Forsberg          | 44                       | Lennart Hoa-Hoa Dahlgren Kerstin Hallert | 28                           | Belfast Falköping Palma de Mallorca | Rio de Janeiro   |
| 5       | 3 oktober 1997    | My Holmsten Lasse Strömstedt             | 28                       | Peter Harryson Malin Petersson           | 31                           | Sevilla Kumla Kraków                | Singapore        |
| 6       | 10 oktober 1997   | Adde Malmberg Cecilia Hagen              | 26                       | Tommy Engstrand Monica Forsberg          | 16                           | Brighton Vaxholm Strömstad          | Kapstaden        |
| 7       | 17 oktober 1997   | Peter Harryson Malin Petersson           | 24                       | Tommy Engstrand Monica Forsberg          | 21                           | Kramfors Innsbruck Stockholm        | Sydney           |
| 8       | 31 oktober 1997   | Adde Malmberg Cecilia Hagen              | 51                       | Birgit Carlstén Helge Skoog              | 46                           | Köpenhamn Vilhelmina Istanbul       | Bergen           |
| 9       | 7 november 1997   | Peter Harryson Malin Petersson           | 41                       | Adde Malmberg Cecilia Hagen              | 40                           | Laholm Hamburg Rom                  | Jerusalem        |

## Säsong 9 (1998)

### Deltagare[14]
- Lag 1
  - Åke Cato
  - Viveca Lärn
- Lag 2
  - Adde Malmberg
  - Kajsa Thoor
- Lag 3
  - Lasse Eriksson
  - Ulrika Knutson
- Lag 4
  - John Pohlman
  - Eva Hamilton
- Lag 5
  - Carina Lidbom
  - Lasse Strömstedt
- Lag 6
  - Lotta Bromé
  - Carl Jan Granqvist

### Program och resultat
| Avsnitt | Datum             | Tävlande och poäng X3000       | Tävlande och poäng X3000 | Tävlande och poäng Dressinen   | Tävlande och poäng Dressinen | Resmål                               | Tintin & Haddock |
| ------- | ----------------- | ------------------------------ | ------------------------ | ------------------------------ | ---------------------------- | ------------------------------------ | ---------------- |
| 1       | 25 september 1998 | Adde Malmberg Kajsa Thoor      | 28                       | Åke Cato Viveca Lärn           | 19                           | Nice Båstad Prag                     | San Francisco    |
| 2       | 2 oktober 1998    | Lasse Eriksson Ulrika Knutson  | 28                       | Adde Malmberg Kajsa Thoor      | 31                           | Malaga Sarajevo Örebro               | Kristianstad     |
| 3       | 9 oktober 1998    | Åke Cato Viveca Lärn           | 24                       | Lasse Eriksson Ulrika Knutson  | 25                           | Bologna Skellefteå Glasgow           | Tokyo            |
| 4       | 16 oktober 1998   | John Pohlman Eva Hamilton      | 32                       | Carina Lidbom Lasse Strömstedt | 16                           | Zürich Lysekil Rovaniemi             | Helsingör        |
| 5       | 6 november 1998   | Lotta Bromé Carl Jan Granqvist | 21                       | John Pohlman Eva Hamilton      | 28                           | Palermo Södertälje Frankfurt am Main | Buenos Aires     |
| 6       | 13 november 1998  | Carina Lidbom Lasse Strömstedt | 36                       | Lotta Bromé Carl Jan Granqvist | 41                           | Trollhättan Bilbao Lillehammer       | Kairo            |
| 7       | 20 november 1998  | Lotta Bromé Carl Jan Granqvist | 38                       | Adde Malmberg Kajsa Thoor      | 28                           | Hagfors Cypern Birmingham            | Kiruna           |
| 8       | 27 november 1998  | Lasse Eriksson Ulrika Knutson  | 37                       | John Pohlman Eva Hamilton      | 31                           | Fagersta Reykjavik Halden            | Bordeaux         |
| 9       | 4 december 1998   | Lasse Eriksson Ulrika Knutson  | 42                       | Lotta Bromé Carl Jan Granqvist | 43                           | Kreta Hjo Antwerpen                  | Calcutta         |

## Säsong 10 (1999)

### Deltagare[14]
- Lag 1
  - Lotta Bromé
  - Carl Jan Granqvist
- Lag 2
  - Lasse Brandeby
  - Monica Dominique
- Lag 3
  - My Holmsten
  - Adam Alsing
- Lag 4
  - Peter Harryson
  - Carina Lidbom
- Lag 5
  - Birgit Carlstén
  - Sven Melander
- Lag 6
  - Mikael Reuterswärd
  - Victoria Dyring

### Program och resultat
| Avsnitt | Datum             | Tävlande och poäng X3000           | Tävlande och poäng X3000 | Tävlande och poäng Dressinen       | Tävlande och poäng Dressinen | Resmål                      | Björnligan             |
| ------- | ----------------- | ---------------------------------- | ------------------------ | ---------------------------------- | ---------------------------- | --------------------------- | ---------------------- |
| 1       | 24 september 1999 | Lotta Bromé Carl Jan Granqvist     | 29                       | Lasse Brandeby Monica Dominique    | 28                           | Cardiff Nairobi Sundsvall   | Ture Sventon           |
| 2       | 1 oktober 1999    | Peter Harryson Carina Lidbom       | 37                       | My Holmsten Adam Alsing            | 26                           | Kairo Trelleborg Kalix      | Steve Carella          |
| 3       | 8 oktober 1999    | Lasse Brandeby Monica Dominique    | 34                       | Birgit Carlstén Sven Melander      | 46                           | Malung Lübeck Jerusalem     | Simon Templar/Helgonet |
| 4       | 15 oktober 1999   | My Holmsten Adam Alsing            | 33                       | Mikael Reuterswärd Victoria Dyring | 26                           | Luxemburg Lund Bukarest     | Kurt Wallander         |
| 5       | 22 oktober 1999   | Birgit Carlstén Sven Melander      | 32                       | Lotta Bromé Carl Jan Granqvist     | 57                           | Oslo Borås Moskva           | Anna Holt              |
| 6       | 29 oktober 1999   | Mikael Reuterswärd Victoria Dyring | 22                       | Peter Harryson Carina Lidbom       | 30                           | Köping Bordeaux Sölvesborg  | Kalle Blomkvist        |
| 7       | 5 november 1999   | Lotta Bromé Carl Jan Granqvist     | 19                       | Peter Harryson Carina Lidbom       | 42                           | Havanna Mölndal Helsingfors | Harry Friberg          |
| 8       | 12 november 1999  | Birgit Carlstén Sven Melander      | 45                       | My Holmsten Adam Alsing            | 30                           | Montreal Rotterdam Visby    | James Bond             |
| 9       | 19 november 1999  | Peter Harryson Carina Lidbom       | 45                       | Birgit Carlstén Sven Melander      | 36                           | New York Torshamn Karlstad  | Hans Holmér            |

## Säsong 11 (2000–2001)

### Deltagare[14]
- Lag 1
  - Lotta Bromé
  - Carl Jan Granqvist
- Lag 2
  - Lennie Norman
  - Björn Skifs
- Lag 3
  - Agneta Bolme Börjefors
  - Adde Malmberg
- Lag 4
  - Birgit Carlstén
  - Sven Melander
- Lag 5
  - My Holmsten
  - Allan Svensson
- Lag 6
  - Lena Frisk
  - Lotta Thorell

### Program och resultat
| Avsnitt | Datum            | Tävlande och poäng 1:a klass         | Tävlande och poäng 1:a klass | Tävlande och poäng Dressinen         | Tävlande och poäng Dressinen | Resmål                            | Helan & Halvan           |
| ------- | ---------------- | ------------------------------------ | ---------------------------- | ------------------------------------ | ---------------------------- | --------------------------------- | ------------------------ |
| 1       | 22 december 2000 | Lotta Bromé Carl Jan Granqvist       | 35                           | Lennie Norman Björn Skifs            | 29                           | Neapel Mexico City Älmhult        | Shanghai                 |
| 2       | 29 december 2000 | Birgit Carlstén Sven Melander        | 27                           | Agneta Bolme Börjefors Adde Malmberg | 32                           | Bangkok Finspång Roskilde         | Margareta Krook          |
| 3       | 5 januari 2001   | My Holmsten Allan Svensson           | 23                           | Lotta Bromé Carl Jan Granqvist       | 32                           | Berlin Helsingborg Kapstaden      | Elvis Presley            |
| 4       | 12 januari 2001  | Lena Frisk Lotta Thorell             | 27                           | Birgit Carlstén Sven Melander        | 40                           | Västerås Lima Trondheim           | Ingmar Bergman           |
| 5       | 19 januari 2001  | Lennie Norman Björn Skifs            | 23                           | My Holmsten Allan Svensson           | 32                           | Gävle Plymouth Bombay (Mumbai)    | Anita Ekberg             |
| 6       | 26 januari 2001  | Agneta Bolme Börjefors Adde Malmberg | 43                           | Lena Frisk Lotta Thorell             | 25                           | Marrakech Kalmar Tallinn          | Martin ”E-Type” Eriksson |
| 7       | 2 februari 2001  | Lotta Bromé Carl Jan Granqvist       | 23                           | Birgit Carlstén Sven Melander        | 40                           | Ljusdal Budapest Tokyo            | Clint Eastwood           |
| 8       | 9 februari 2001  | My Holmsten Allan Svensson           | 27                           | Agneta Bolme Börjefors Adde Malmberg | 33                           | Sandviken Buenos Aires Las Palmas | Charlie Chaplin          |
| 9       | 16 februari 2001 | Agneta Bolme Börjefors Adde Malmberg | 36                           | Birgit Carlstén Sven Melander        | 30                           | Chicago Kiruna Paris              | Carola Häggkvist         |

## Säsong 12 (2001)

### Deltagare[14]
- Lag 1
  - My Holmsten
  - Allan Svensson
- Lag 2
  - Jesper Aspegren
  - Annette Kullenberg
- Lag 3
  - Agneta Bolme Börjefors
  - Adde Malmberg
- Lag 4
  - Birgit Carlstén
  - Johannes Brost
- Lag 5
  - Lotta Bromé
  - Carl Jan Granqvist
- Lag 6
  - Camilla Henemark
  - Siewert Öholm

### Program och resultat
| Avsnitt | Datum            | Tävlande och poäng 1:a klass         | Tävlande och poäng 1:a klass | Tävlande och poäng Dressinen         | Tävlande och poäng Dressinen | Resmål                        | Fred & Barney     |
| ------- | ---------------- | ------------------------------------ | ---------------------------- | ------------------------------------ | ---------------------------- | ----------------------------- | ----------------- |
| 1       | 19 oktober 2001  | My Holmsten Allan Svensson           | 20                           | Jesper Aspegren Annette Kullenberg   | 27                           | San Francisco Piteå Vaduz     | Göran Persson     |
| 2       | 26 oktober 2001  | Birgit Carlstén Johannes Brost       | 33                           | Agneta Bolme Börjefors Adde Malmberg | 38                           | Singapore Nürnberg Rättvik    | Madonna           |
| 3       | 2 november 2001  | Jesper Aspegren Annette Kullenberg   | 27                           | Lotta Bromé Carl Jan Granqvist       | 19                           | Verona Oakland Mjölby         | Ej med            |
| 4       | 9 november 2001  | Lotta Bromé Carl Jan Granqvist       | 22                           | My Holmsten Allan Svensson           | 22                           | Hässleholm Basel Vancouver    | Steven Spielberg  |
| 5       | 23 november 2001 | Camilla Henemark Siewert Öholm       | 23                           | Agneta Bolme Börjefors Adde Malmberg | 36                           | Huskvarna Saigon Bratislava   | Marit Paulsen     |
| 6       | 30 november 2001 | Birgit Carlstén Johannes Brost       | 31                           | Camilla Henemark Siewert Öholm       | 18                           | Melbourne Filipstad Sofia     | Margaret Thatcher |
| 7       | 7 december 2001  | Lotta Bromé Carl Jan Granqvist       | 31                           | Birgit Carlstén Johannes Brost       | 30                           | Addis Abeba Tromsø Kungsbacka | Oden              |
| 8       | 14 december 2001 | Agneta Bolme Börjefors Adde Malmberg | 35                           | Jesper Aspegren Annette Kullenberg   | 36                           | Aberdeen Örnsköldsvik Boston  | Albert Einstein   |
| 9       | 21 december 2001 | Jesper Aspegren Annette Kullenberg   | 20                           | Lotta Bromé Carl Jan Granqvist       | 17                           | Peking Thessaloniki Torsby    | Astrid Lindgren   |

## Säsong 13 (2002–2003)

### Deltagare[14]
- Lag 1
  - Lennart Hoa-Hoa Dahlgren
  - Cecilia Hagen
- Lag 2
  - Carina Lidbom
  - Tommy Engstrand
- Lag 3
  - Ernst Kirchsteiger
  - Anna Charlotta Gunnarson
- Lag 4
  - Kent Andersson
  - Stina Wollter
- Lag 5
  - Carin Hjulström-Livh
  - Lasse Brandeby
- Lag 6
  - Henrik Hjelt
  - Britta Lejon

### Program och resultat
| Avsnitt | Datum            | Tävlande och poäng lag 1                    | Tävlande och poäng lag 1 | Tävlande och poäng lag 2               | Tävlande och poäng lag 2 | Resmål                            | Headhunter   |
| ------- | ---------------- | ------------------------------------------- | ------------------------ | -------------------------------------- | ------------------------ | --------------------------------- | ------------ |
| 1       | 15 november 2002 | Lennart Hoa-Hoa Dahlgren Cecilia Hagen      | 28                       | Carina Lidbom Tommy Engstrand          | 29                       | Rio de Janeiro Sveg Atlanta       | Per Gessle   |
| 2       | 22 november 2002 | Ernst Kirchsteiger Anna Charlotta Gunnarson | 19                       | Kent Andersson Stina Wollter           | 25                       | Santiago de Chile Borlänge Gdansk | John McEnroe |
| 3       | 29 november 2002 | Carin Hjulström-Livh Lasse Brandeby         | 19                       | Carina Lidbom Tommy Engstrand          | 25                       | Varberg Ålborg (Aalborg) Ankara   | John Cleese  |
| 4       | 6 december 2002  | Kent Andersson Stina Wollter                | 27                       | Henrik Hjelt Britta Lejon              | 13                       | Lyon Madeira Eskilstuna           | ?            |
| 5       | 13 december 2002 | Carin Hjulström-Livh Lasse Brandeby         | 31                       | Lennart Hoa-Hoa Dahlgren Cecilia Hagen | 50                       | Washington Lidingö Köln           | ?            |
| 6       | 20 december 2002 | Ernst Kirchsteiger Anna Charlotta Gunnarson | 20                       | Henrik Hjelt Britta Lejon              | 22                       | New Orleans Pajala Skara          | ?            |
| 7       | 27 december 2002 | Carina Lidbom Tommy Engstrand               | 29                       | Britta Lejon Henrik Hjelt              | 17                       | Hong Kong Kristianstad Valencia   | ?            |
| 8       | 3 januari 2003   | Kent Andersson Stina Wollter                | 32                       | Lennart Hoa-Hoa Dahlgren Cecilia Hagen | 44                       | Newcastle Hultsfred Jakarta       | ?            |
| 9       | 10 januari 2003  | Carina Lidbom Tommy Engstrand               | 35                       | Lennart Hoa-Hoa Dahlgren Cecilia Hagen | 27                       | Milano Nässjö Seoul (Söul)        | Marie Curie  |

## Säsong 14 (2003–2004)

### Deltagare[25]
- Lag 1
  - Ingela Agardh
  - Stefan Holm
- Lag 2
  - Babben Larsson
  - Herman Lindqvist
- Lag 3
  - Peder Lamm
  - Suzanne Axell
- Lag 4
  - Ann-Britt Grünewald
  - Othman Karim
- Lag 5
  - Britt-Marie Mattsson
  - Göran Rosenberg
- Lag 6
  - Lennart Hoa-Hoa Dahlgren
  - Cecilia Hagen

### Program och resultat
| Avsnitt | Datum            | Tävlande och poäng lag 1               | Tävlande och poäng lag 1 | Tävlande och poäng lag 2               | Tävlande och poäng lag 2 | Resmål                        | Gästartist                                | På Spåret-teatern   |
| ------- | ---------------- | -------------------------------------- | ------------------------ | -------------------------------------- | ------------------------ | ----------------------------- | ----------------------------------------- | ------------------- |
| 1       | 14 november 2003 | Ingela Agardh Stefan Holm              | 41                       | Babben Larsson Herman Lindqvist        | 40                       | Los Angeles Florens Hedemora  | Peter Harryson                            | Oden                |
| 2       | 21 november 2003 | Peder Lamm Suzanne Axell               | 29                       | Ann-Britt Grünewald Othman Karim       | 20                       | Toronto Aten Åre              | Charlotte Perrelli (då Charlotte Nilsson) | William Shakespeare |
| 3       | 28 november 2003 | Babben Larsson Herman Lindqvist        | 26                       | Britt-Marie Mattsson Göran Rosenberg   | 23                       | Shanghai Ängelholm Porto      | Lill-Babs                                 | Jeanne d'Arc        |
| 4       | 5 december 2003  | Peder Lamm Suzanne Axell               | 31                       | Lennart Hoa-Hoa Dahlgren Cecilia Hagen | 35                       | Haag Tunis Ljungby            | Nina & Kim                                | Annika Sörenstam    |
| 5       | 12 december 2003 | Britt-Marie Mattsson Göran Rosenberg   | 29                       | Ingela Agardh Stefan Holm              | 31                       | New Delhi Haparanda Stuttgart | Knut Agnred Per Fritzell                  | Fidel Castro        |
| 6       | 19 december 2003 | Lennart Hoa-Hoa Dahlgren Cecilia Hagen | 54                       | Ann-Britt Grünewald Othman Karim       | 38                       | Dar es Salaam Odessa Emmaboda | Björn Hedström                            | Andy Warhol         |
| 7       | 26 december 2003 | Lennart Hoa-Hoa Dahlgren Cecilia Hagen | 52                       | Babben Larsson Herman Lindqvist        | 50                       | Dover Alexandria Trosa        | Anna Sahlin                               | Thor Heyerdahl      |
| 8       | 2 januari 2004   | Ingela Agardh Stefan Holm              | 38                       | Peder Lamm Suzanne Axell               | 36                       | Kingston Stavanger Motala     | Papa Dee                                  | Jackie Collins      |
| 9       | 9 januari 2004   | Ingela Agardh Stefan Holm              | 44                       | Lennart Hoa-Hoa Dahlgren Cecilia Hagen | 39                       | Dallas Granada Göteborg       | Jill Johnson                              | Heliga Birgitta     |

## Säsong 15 (2004–2005)

### Deltagare[25]
|       | Grupp A                       | Grupp B                                |
| ----- | ----------------------------- | -------------------------------------- |
| Lag 1 | Ingela Agardh Stefan Holm     | Lennart Hoa-Hoa Dahlgren Cecilia Hagen |
| Lag 2 | Dick Harrison Ellinor Persson | David Lega Amanda Rydman               |
| Lag 3 | Babben Larsson Stig Malm      | Peder Lamm Suzanne Axell               |

### Program och resultat
| Avsnitt | Datum            | Tävlande och poäng lag 1               | Tävlande och poäng lag 1 | Tävlande och poäng lag 2               | Tävlande och poäng lag 2 | Resmål                        | Dagens Rätt – eller helt fel |
| ------- | ---------------- | -------------------------------------- | ------------------------ | -------------------------------------- | ------------------------ | ----------------------------- | ---------------------------- |
| 1       | 19 november 2004 | Ingela Agardh Stefan Holm              | 41                       | Dick Harrison Ellinor Persson          | 30                       | Kuala Lumpur London Söderhamn | Wallenbergare                |
| 2       | 26 november 2004 | Lennart Hoa-Hoa Dahlgren Cecilia Hagen | 49                       | David Lega Amanda Rydman               | 23                       | Miami Turin Lidköping         | Mahatma Gandhi               |
| 3       | 3 december 2004  | Babben Larsson Stig Malm               | 21                       | Ingela Agardh Stefan Holm              | 31                       | Honolulu Gibraltar Arvidsjaur | "Mat-Tina" Nordström         |
| 4       | 10 december 2004 | Peder Lamm Suzanne Axell               | 43                       | David Lega Amanda Rydman               | 29                       | Detroit York Eslöv            | Göran Persson                |
| 5       | 17 december 2004 | Peder Lamm Suzanne Axell               | 15                       | Lennart Hoa-Hoa Dahlgren Cecilia Hagen | 30                       | Dubai Västervik Zagreb        | Elvis Presley                |
| 6       | 31 december 2004 | Dick Harrison Ellinor Persson          | 33                       | Babben Larsson Stig Malm               | 28                       | Sydney Hammerfest Mariefred   | Bloody Mary                  |
| 7       | 7 januari 2005   | Dick Harrison Ellinor Persson          | ?                        | Lennart Hoa-Hoa Dahlgren Cecilia Hagen | ?                        | Osby ? Leipzig                |                              |
| 8       | 14 januari 2005  | Ingela Agardh Stefan Holm              | 41                       | Peder Lamm Suzanne Axel                | 27                       | Phnom Penh Vilnius Nora       | August Strindberg            |
| 9       | 21 januari 2005  | Ingela Agardh Stefan Holm              | 34                       | Dick Harrison Ellinor Persson          | 35                       | Cannes Härnösand Beirut       | Carl Jan Granqvist           |

## Säsong 16 (2005–2006)

### Deltagare[25]
|       | Grupp A                      | Grupp B                          |
| ----- | ---------------------------- | -------------------------------- |
| Lag 1 | Katarina Mazetti Stefan Holm | Adde Malmberg Magdalena Forsberg |
| Lag 2 | Thomas Ravelli Suzanne Axell | Katti Hoflin Sven Melander       |
| Lag 3 | Birgit Carlstén Måns Möller  | Peder Lamm Stina Wollter         |
| Lag 4 | My Holmsten Anders Jacobsson | Lotta Bromé Carl Jan Granqvist   |

### Program och resultat
| Avsnitt | Datum            | Tävlande och poäng lag 1         | Tävlande och poäng lag 1 | Tävlande och poäng lag 2         | Tävlande och poäng lag 2 | Resmål                      | Holmes & Watson         |
| ------- | ---------------- | -------------------------------- | ------------------------ | -------------------------------- | ------------------------ | --------------------------- | ----------------------- |
| 1       | 12 november 2005 | Katarina Mazetti Stefan Holm     | 49                       | Thomas Ravelli Suzanne Axell     | 34                       | Istanbul Ystad Philadelphia | Eiffeltornet            |
| 2       | 19 november 2005 | Adde Malmberg Magdalena Forsberg | 43                       | Katti Hoflin Sven Melander       | 42                       | Borgholm Arvika Madrid      | Al Capone               |
| 3       | 3 december 2005  | Birgit Carlstén Måns Möller      | 29                       | My Holmsten Anders Jacobsson     | 24                       | Hudiksvall Manila Bern      | Stefan Holm             |
| 4       | 10 december 2005 | Peder Lamm Stina Wollter         | 32                       | Adde Malmberg Magdalena Forsberg | 35                       | Åmål Kyoto Växjö            | Elvira Madigan          |
| 5       | 17 december 2005 | Thomas Ravelli Suzanne Axell     | 34                       | My Holmsten Anders Jacobsson     | 25                       | Calcutta Skövde Bergen      | Madonna                 |
| 6       | 24 december 2005 | Peder Lamm Stina Wollter         | 30                       | Lotta Bromé Carl Jan Granqvist   | 34                       | Odense Vänersborg Las Vegas | Kronprinsessan Victoria |
| 7       | 31 december 2005 | Birgit Carlstén Måns Möller      | 29                       | Katarina Mazetti Stefan Holm     | 44                       | Alger Vadstena Wien         | Carola Häggkvist        |
| 8       | 7 januari 2006   | Lotta Bromé Carl Jan Granqvist   | 37                       | Katti Hoflin Sven Melander       | 53                       | Landskrona Boden Marseille  | Fartyget "Fram"         |
| 9       | 14 januari 2006  | Katarina Mazetti Stefan Holm     | ?                        | My Holmsten Anders Jacobsson     | ?                        | Sigtuna München Halmstad    | Anders Zorn             |
| 10      | 21 januari 2006  | Katti Hoflin Sven Melander       | 43                       | Peder Lamm Stina Wollter         | 33                       | Jokkmokk Ljubljana Leksand  | Moder Teresa            |
| 11      | 28 januari 2006  | Thomas Ravelli Suzanne Axell     | 31                       | Birgit Carlstén Måns Möller      | 39                       | Riga Karlskrona Seattle     | Ingrid Bergman          |
| 12      | 4 februari 2006  | Lotta Bromé Carl Jan Granqvist   | 30                       | Adde Malmberg Magdalena Forsberg | 38                       | Bryssel Nyköping Ludvika    | ?                       |
| 13      | 11 februari 2006 | Adde Malmberg Magdalena Forsberg | 36                       | Katarina Mazetti Stefan Holm     | 51                       | Lycksele Damaskus Rom       | Loke                    |

## Säsong 17 (2006–2007)

### Deltagare[25]
|       | Grupp A                         | Grupp B                             |
| ----- | ------------------------------- | ----------------------------------- |
| Lag 1 | Pamela Andersson Tomas Bolme    | Magnus Härenstam Kajsa Ingemarsson  |
| Lag 2 | Alexandra Zazzi Niklas Wikegård | Göran Hägg Caroline af Ugglas       |
| Lag 3 | Ulf Karlsson Camilla Läckberg   | Natalia Kazmierska Thomas Petersson |
| Lag 4 | Anne Lundberg Johan Wester      | Susanne Ljung Claes Moser           |

### Program och resultat
| Avsnitt | Datum            | Tävlande och poäng lag 1            | Tävlande och poäng lag 1 | Tävlande och poäng lag 2            | Tävlande och poäng lag 2 | Resmål                                | Retur |
| ------- | ---------------- | ----------------------------------- | ------------------------ | ----------------------------------- | ------------------------ | ------------------------------------- | ----- |
| 1       | 28 oktober 2006  | Pamela Andersson Tomas Bolme        | 22                       | Alexandra Zazzi Niklas Wikegård     | 15                       | Sunne Salzburg Kairo                  | 1973  |
| 2       | 4 november 2006  | Magnus Härenstam Kajsa Ingemarsson  | 27                       | Göran Hägg Caroline af Ugglas       | 40                       | Stockholm Avesta Dublin               | 1980  |
| 3       | 11 november 2006 | Pamela Andersson Tomas Bolme        | 32                       | Ulf Karlsson Camilla Läckberg       | 32                       | Simrishamn Warszawa Sandviken         | 1969  |
| 4       | 18 november 2006 | Göran Hägg Caroline af Ugglas       | 33                       | Natalia Kazmierska Thomas Petersson | 24                       | Mora Montreal Jerusalem               | 1956  |
| 5       | 2 december 2006  | Anne Lundberg Johan Wester          | 35                       | Ulf Karlsson Camilla Läckberg       | 23                       | Falkenberg Bodø Venedig               | 2004  |
| 6       | 9 december 2006  | Magnus Härenstam Kajsa Ingemarsson  | 34                       | Susanne Ljung Claes Moser           | 18                       | Vimmerby Karlskoga Barcelona          | 1994  |
| 7       | 16 december 2006 | Ulf Karlsson Camilla Läckberg       | 33                       | Alexandra Zazzi Niklas Wikegård     | 16                       | Havanna Norrtälje Hamburg             | 1992  |
| 8       | 23 december 2006 | Natalia Kazmierska Thomas Petersson | 24                       | Susanne Ljung Claes Moser           | 19                       | Tranås Reykjavik Karlshamn            | 1963  |
| 9       | 30 december 2006 | Anne Lundberg Johan Wester          | 38                       | Alexandra Zazzi Niklas Wikegård     | 26                       | New York Enköping Lissabon            | 1976  |
| 10      | 6 januari 2007   | Göran Hägg Caroline af Ugglas       | 44                       | Susanne Ljung Claes Moser           | 20                       | Vetlanda Monaco/Monte Carlo Uddevalla | 1989  |
| 11      | 13 januari 2007  | Pamela Andersson Tomas Bolme        | 30                       | Anne Lundberg Johan Wester          | 43                       | Mariestad Sankt Petersburg Heraklion  | 1959  |
| 12      | 20 januari 2007  | Magnus Härenstam Kajsa Ingemarsson  | 36                       | Natalia Kazmierska Thomas Petersson | 34                       | Palma de Mallorca Piteå Arboga        | 1967  |
| 13      | 27 januari 2007  | Göran Hägg Caroline af Ugglas       | 29                       | Anne Lundberg Johan Wester          | 26                       | Bollnäs Marstrand Liverpool           | 2003  |

## Säsong 18 (2007–2008)

### Deltagare[25]
|       | Grupp A                                | Grupp B                       | Grupp C                         |
| ----- | -------------------------------------- | ----------------------------- | ------------------------------- |
| Lag 1 | Kristina Kappelin Kjell Bergqvist      | Jan Guillou Ann-Marie Skarp   | Stina Wollter Sven Wollter      |
| Lag 2 | Anne Lundberg Johan Wester             | Göran Hägg Caroline af Ugglas | Filip Hammar Fredrik Wikingsson |
| Lag 3 | Lennart Hoa-Hoa Dahlgren Cecilia Hagen | Pia Conde Thomas Petersson    | Karin Hübinette Stefan Holm     |

### Program och resultat
| Avsnitt | Datum            | Tävlande och poäng lag 1               | Tävlande och poäng lag 1 | Tävlande och poäng lag 2               | Tävlande och poäng lag 2 | Resmål                              | Retur |
| ------- | ---------------- | -------------------------------------- | ------------------------ | -------------------------------------- | ------------------------ | ----------------------------------- | ----- |
| 1       | 30 november 2007 | Kristina Kappelin Kjell Bergqvist      | 17                       | Anne Lundberg Johan Wester             | 20                       | Marrakech Amsterdam Gävle           | 1996  |
| 2       | 7 december 2007  | Jan Guillou Ann-Marie Skarp            | 32                       | Göran Hägg Caroline af Ugglas          | 24                       | Kalmar San Francisco Umeå           | 1971  |
| 3       | 14 december 2007 | Karin Hübinette Stefan Holm            | 32                       | Stina Wollter Sven Wollter             | 23                       | Linköping Luxemburg Washington      | 1995  |
| 4       | 21 december 2007 | Kristina Kappelin Kjell Bergqvist      | 9                        | Lennart Hoa-Hoa Dahlgren Cecilia Hagen | 28                       | Moskva Lund Oslo                    | 1961  |
| 5       | 28 december 2007 | Pia Conde Thomas Petersson             | 36                       | Göran Hägg Caroline af Ugglas          | 49                       | Köpenhamn Kingston Östersund        | 1968  |
| 6       | 4 januari 2008   | Filip Hammar Fredrik Wikingsson        | 28                       | Karin Hübinette Stefan Holm            | 45                       | Paris Örebro Milano                 | 2001  |
| 7       | 11 januari 2008  | Lennart Hoa-Hoa Dahlgren Cecilia Hagen | 30                       | Anne Lundberg Johan Wester             | 35                       | Karlstad Helsingfors Nairobi        | 1958  |
| 8       | 18 januari 2008  | Pia Conde Thomas Petersson             | 17                       | Jan Guillou Ann-Marie Skarp            | 14                       | Malmö Newcastle Rio de Janeiro      | 1977  |
| 9       | 25 januari 2008  | Filip Hammar Fredrik Wikingsson        | 41                       | Stina Wollter Sven Wollter             | 27                       | Budapest Luleå Dubai                | 1979  |
| 10      | 1 februari 2008  | Lennart Hoa-Hoa Dahlgren Cecilia Hagen | 45                       | Filip Hammar Fredrik Wikingsson        | 23                       | Uppsala Visby Quebec                | 1985  |
| 11      | 8 februari 2008  | Göran Hägg Caroline af Ugglas          | 30                       | Anne Lundberg Johan Wester             | 32                       | Santiago de Chile Tallinn Jönköping | 1981  |
| 12      | 15 februari 2008 | Lennart Hoa-Hoa Dahlgren Cecilia Hagen | 39                       | Stefan Holm Karin Hübinette            | 37                       | Prag Skellefteå Valencia            | 1987  |
| 13      | 22 februari 2008 | Lennart Hoa-Hoa Dahlgren Cecilia Hagen | 22                       | Anne Lundberg Johan Wester             | 39                       | Mexico City Krakow Båstad           | 1964  |

## Säsong 19 (2008–2009)
Denna säsong var den sista säsongen med Ingvar Oldsberg som programledare och Björn Hellberg som domare.

### Deltagare[25]
|       | Grupp A                          | Grupp B                         | Grupp C                          |
| ----- | -------------------------------- | ------------------------------- | -------------------------------- |
| Lag 1 | Fredrik Lindström Peter Apelgren | Göran Greider Zinat Pirzadeh    | Tina Ahlin Marcus Birro          |
| Lag 2 | Mari Jungstedt Rickard Olsson    | Filip Hammar Fredrik Wikingsson | Camilla Lundberg Robert Aschberg |
| Lag 3 | Lisa Syrén Johan Wester          | Jessika Gedin Hans Rosenfeldt   | Siw Malmkvist David Bexelius     |

### Program och resultat
| Avsnitt | Datum            | Tävlande och poäng lag 1         | Tävlande och poäng lag 1 | Tävlande och poäng lag 2         | Tävlande och poäng lag 2 | Resmål                            | Retur | Gästartist          |
| ------- | ---------------- | -------------------------------- | ------------------------ | -------------------------------- | ------------------------ | --------------------------------- | ----- | ------------------- |
| 1       | 28 november 2008 | Fredrik Lindström Peter Apelgren | 37                       | Mari Jungstedt Rickard Olsson    | 32                       | Valletta Wellington Fjällbacka    | 1986  | Emrik Larsson       |
| 2       | 5 december 2008  | Jessika Gedin Hans Rosenfeldt    | 38                       | Göran Greider Zinat Pirzadeh     | 30                       | Trondheim Trollhättan Hanoi       | 1982  | Daniel Lemma        |
| 3       | 12 december 2008 | Tina Ahlin Marcus Birro          | 17                       | Camilla Lundberg Robert Aschberg | 26                       | Skagen Sundsvall Calgary          | 1975  | Baskery             |
| 4       | 19 december 2008 | Fredrik Lindström Peter Apelgren | 18                       | Lisa Syrén Johan Wester          | 35                       | Melbourne Värnamo Dubrovnik       | 2004  | On Track Singers    |
| 5       | 26 december 2008 | Jessika Gedin Hans Rosenfeldt    | 41                       | Filip Hammar Fredrik Wikingsson  | 39                       | Bangkok Falun Southampton         | 1990  | Jaqee               |
| 6       | 2 januari 2009   | Camilla Lundberg Robert Aschberg | 24                       | David Bexelius Siw Malmkvist     | 26                       | Borås Åhus Sevilla                | 1957  | Nils Landgren       |
| 7       | 9 januari 2009   | Mari Jungstedt Rickard Olsson    | 15                       | Lisa Syrén Johan Wester          | 40                       | Berlin Gränna Avignon             | 1997  | Åsa Fång            |
| 8       | 16 januari 2009  | Filip Hammar Fredrik Wikingsson  | 33                       | Zinat Pirzadeh Göran Greider     | 23                       | Belgrad Maputo Västerås           | 1998  | Lotta Engberg       |
| 9       | 23 januari 2009  | David Bexelius Siw Malmkvist     | 29                       | Tina Ahlin Marcus Birro          | 24                       | Abisko Oxford Capri               | 1988  | Timo Räisänen       |
| 10      | 30 januari 2009  | Fredrik Lindström Peter Apelgren | 28                       | Filip Hammar Fredrik Wikingsson  | 29                       | Brisbane Genève Helsingborg       | 1972  | Brain Train Strings |
| 11      | 6 februari 2009  | David Bexelius Siw Malmkvist     | 27                       | Lisa Syrén Johan Wester          | 33                       | Salt Lake City Strasbourg Vaxholm | 1966  | After Shave         |
| 12      | 13 februari 2009 | Filip Hammar Fredrik Wikingsson  | 18                       | Jessika Gedin Hans Rosenfeldt    | 26                       | Mariehamn Norrköping Johannesburg | 2005  | Jessica Andersson   |
| 13      | 20 februari 2009 | Jessika Gedin Hans Rosenfeldt    | 27                       | Lisa Syrén Johan Wester          | 41                       | Minneapolis Gällivare Edinburgh   | 1960  | Louise Hoffsten     |

## Säsong 20 (2009–2010)
Efter 19 säsonger och 173 program tackade Ingvar Oldsberg och Björn Hellberg för sig som programledare och domare. Programledarrollen togs över av Kristian Luuk medan domarrollen togs över av Fredrik Lindström.

### Deltagare[25]
|       | Grupp A                         | Grupp B                       | Grupp C                         |
| ----- | ------------------------------- | ----------------------------- | ------------------------------- |
| Lag 1 | Alexandra Charles Björn Ranelid | Jessika Gedin Hans Rosenfeldt | Göran Rosenberg Vanna Rosenberg |
| Lag 2 | Hélène Benno Peter Apelgren     | Jessica Zandén Philip Zandén  | Filip Hammar Fredrik Wikingsson |
| Lag 3 | Hans Rosling Doreen Månsson     | Johanna Koljonen Marcus Birro | Bo Sundström Lena Sundström     |

### Program och resultat
| Avsnitt | Datum            | Tävlande och poäng 1:a klass    | Tävlande och poäng 1:a klass | Tävlande och poäng Dressinen    | Tävlande och poäng Dressinen | Resmål                               | Retur | Gästartist          |
| ------- | ---------------- | ------------------------------- | ---------------------------- | ------------------------------- | ---------------------------- | ------------------------------------ | ----- | ------------------- |
| 1       | 4 december 2009  | Alexandra Charles Björn Ranelid | 23                           | Hélène Benno Peter Apelgren     | 27                           | Lyon Falköping Memphis               | 1974  | Amanda Jenssen      |
| 2       | 11 december 2009 | Jessika Gedin Hans Rosenfeldt   | 24                           | Johanna Koljonen Marcus Birro   | 29                           | Buenos Aires Kristinehamn Manchester | 2006  | Magnus Carlson      |
| 3       | 18 december 2009 | Göran Rosenberg Vanna Rosenberg | 27                           | Filip Hammar Fredrik Wikingsson | 32                           | Bordeaux Trelleborg Bombay           | 1999  | Anna Maria Espinosa |
| 4       | 25 december 2009 | Doreen Månsson Hans Rosling     | 14                           | Alexandra Charles Björn Ranelid | 17                           | Palermo Kalix Frankfurt am Main      | 1991  | Peter Jöback        |
| 5       | 1 januari 2010   | Jessica Zandén Philip Zandén    | 27                           | Jessika Gedin Hans Rosenfeldt   | 34                           | Bologna Eksjö Glasgow                | 1970  | Markus Krunegård    |
| 6       | 8 januari 2010   | Filip Hammar Fredrik Wikingsson | 23                           | Bo Sundström Lena Sundström     | 19                           | Tokyo Varberg Eskilstuna             | 2007  | Ane Brun            |
| 7       | 15 januari 2010  | Hélène Benno Peter Apelgren     | 53                           | Doreen Månsson Hans Rosling     | 27                           | Kivik Málaga Chicago                 | 2002  | Svante Thuresson    |
| 8       | 22 januari 2010  | Johanna Koljonen Marcus Birro   | 33                           | Jessica Zandén Philip Zandén    | 23                           | Lima Sala Thessaloniki               | 1994  | Jenny Silver        |
| 9       | 29 januari 2010  | Bo Sundström Lena Sundström     | 41                           | Göran Rosenberg Vanna Rosenberg | 26                           | Kiruna Århus Amman                   | 1978  | Maia Hirasawa       |
| 10      | 5 februari 2010  | Jessika Gedin Hans Rosenfeldt   | 38                           | Bo Sundström Lena Sundström     | 31                           | Jerusalem Örnsköldsvik Tromsø        | 1983  | Anna Järvinen       |
| 11      | 12 februari 2010 | Filip Hammar Fredrik Wikingsson | 24                           | Johanna Koljonen Marcus Birro   | 26                           | Orsa Bilbao Hannover                 | 2000  | Sofia Karlsson      |
| 12      | 5 mars 2010      | Hélène Benno Peter Apelgren     | 37                           | Jessika Gedin Hans Rosenfeldt   | 33                           | Osaka Innsbruck Smögen               | 1993  | Theodor Jensen      |
| 13      | 12 mars 2010     | Johanna Koljonen Marcus Birro   | 34                           | Hélène Benno Peter Apelgren     | 33                           | Boston Kiev Göteborg                 | 1984  | Ebbot Lundberg      |

## Säsong 21 (2010–2011)

### Deltagare[43]
|       | Grupp A                              | Grupp B                        | Grupp C                       |
| ----- | ------------------------------------ | ------------------------------ | ----------------------------- |
| Lag 1 | Niklas Strömstedt Jenny Östergren    | Hélène Benno Peter Apelgren    | Martina Haag Erik Haag        |
| Lag 2 | Ebba von Sydow Stefan Holm           | Olle Palmlöf Kerstin Brunnberg | Johanna Koljonen Marcus Birro |
| Lag 3 | Anna Charlotta Gunnarson Ylva Hällen | Kalle Moraeus Py Bäckman       | Adam Alsing Ebba Blitz        |

### Program och resultat
| Avsnitt | Datum            | Tävlande och poäng 1:a klass         | Tävlande och poäng 1:a klass | Tävlande och poäng Dressinen         | Tävlande och poäng Dressinen | Resmål                      | Vem där?                 | Gästartist            |
| ------- | ---------------- | ------------------------------------ | ---------------------------- | ------------------------------------ | ---------------------------- | --------------------------- | ------------------------ | --------------------- |
| 1       | 26 november 2010 | Niklas Strömstedt Jenny Östergren    | 32                           | Ebba von Sydow Stefan Holm           | 28                           | Las Vegas Neapel Malmö      | Dolly Parton             | Moneybrother          |
| 2       | 3 december 2010  | Hélène Benno Peter Apelgren          | 40                           | Olle Palmlöf Kerstin Brunnberg       | 32                           | Nice Ljusdal Istanbul       | Carola                   | Theodor Jensen Titiyo |
| 3       | 17 december 2010 | Martina Haag Erik Haag               | 32                           | Johanna Koljonen Marcus Birro        | 26                           | Kapstaden Örebro Reykjavik  | Hasse Alfredson          | Joel Alme             |
| 4       | 7 januari 2011   | Anna Charlotta Gunnarson Ylva Hällen | 31                           | Niklas Strömstedt Jenny Östergren    | 27                           | Singapore Torsby Köln       | Bruce Springsteen        | Pauline               |
| 5       | 14 januari 2011  | Kalle Moraeus Py Bäckman             | 21                           | Hélène Benno Peter Apelgren          | 41                           | Miami Madrid Tomelilla      | Roger Moore              | Elin Ruth             |
| 6       | 21 januari 2011  | Adam Alsing Ebba Blitz               | 35                           | Martina Haag Erik Haag               | 27                           | Hongkong Lysekil Birmingham | Stina Lundberg Dabrowski | Britta Persson        |
| 7       | 28 januari 2011  | Ebba von Sydow Stefan Holm           | 24                           | Anna Charlotta Gunnarson Ylva Hällen | 22                           | Vancouver Saigon Stockholm  | Magnus Uggla             | Sven-Bertil Taube     |
| 8       | 4 februari 2011  | Olle Palmlöf Kerstin Brunnberg       | 25                           | Kalle Moraeus Py Bäckman             | 20                           | Seattle Ålborg Kristianstad | Andy Warhol              | Hans-Erik Dyvik Husby |
| 9       | 11 februari 2011 | Johanna Koljonen Marcus Birro        | 27                           | Adam Alsing Ebba Blitz               | 18                           | Split Oskarshamn Brighton   | Arnold Schwarzenegger    | Miss Li               |
| 10      | 18 februari 2011 | Anna Charlotta Gunnarson Ylva Hällen | 34                           | Olle Palmlöf Kerstin Brunnberg       | 31                           | Bergen Haparanda Acapulco   | Monica Zetterlund        | Magnus Carlson        |
| 11      | 25 februari 2011 | Niklas Strömstedt Jenny Östergren    | 23                           | Martina Haag Erik Haag               | 34                           | Panama City Södertälje Aten | Kerstin Ekman            | Daniel Lemma          |
| 12      | 4 mars 2011      | Hélène Benno Peter Apelgren          | 39                           | Anna Charlotta Gunnarson Ylva Hällen | 35                           | Nashville Åbo Malung        | Drottning Silvia         | First Aid Kit         |
| 13      | 11 mars 2011     | Martina Haag Erik Haag               | 43                           | Hélène Benno Peter Apelgren          | 46                           | Montevideo Motala London    | Lena Olin                | Orup                  |

## Säsong 22 (2011–2012)
Avsnitt 1 var det 200:e programmet någonsin av På spåret.

### Deltagare[43]
|       | Grupp A                                | Grupp B                              | Grupp C                            |
| ----- | -------------------------------------- | ------------------------------------ | ---------------------------------- |
| Lag 1 | Gunilla Hammar Säfström Peter Wahlbeck | Christer Lundberg Morgan Larsson     | Johanna Frändén Carl Johan De Geer |
| Lag 2 | Martina Haag Erik Haag                 | Anna Charlotta Gunnarson Ylva Hällen | Niklas Strömstedt Jenny Strömstedt |
| Lag 3 | Maria Tjärnlund Ralf Edström           | Nisti Stêrk Claes Borgström          | Jessica Zandén Claes Ljungmark     |

### Program och resultat
| Avsnitt | Datum            | Tävlande och poäng 1:a klass           | Tävlande och poäng 1:a klass | Tävlande och poäng Dressinen           | Tävlande och poäng Dressinen | Resmål                           | Vem där?           | Gästartist                     |
| ------- | ---------------- | -------------------------------------- | ---------------------------- | -------------------------------------- | ---------------------------- | -------------------------------- | ------------------ | ------------------------------ |
| 1       | 25 november 2011 | Gunilla Hammar Säfström Peter Wahlbeck | 19                           | Martina Haag Erik Haag                 | 46                           | New Orleans Florens Uppsala      | Agnetha Fältskog   | Tove Styrke                    |
| 2       | 2 december 2011  | Christer Lundberg Morgan Larsson       | 16                           | Anna Charlotta Gunnarson Ylva Hällen   | 24                           | Borgholm Peking Wien             | Angelina Jolie     | Oskar Humlebo                  |
| 3       | 9 december 2011  | Johanna Frändén Carl Johan De Geer     | 32                           | Niklas Strömstedt Jenny Strömstedt     | 35                           | Skara München Melbourne          | Cornelis Vreeswijk | Sofia Karlsson Freddie Wadling |
| 4       | 16 december 2011 | Martina Haag Erik Haag                 | 37                           | Maria Tjärnlund Ralf Edström           | 30                           | Sigtuna Lübeck Dallas            | Björk              | Meja                           |
| 5       | 23 december 2011 | Anna Charlotta Gunnarson Ylva Hällen   | 28                           | Nisti Stêrk Claes Borgström            | 20                           | San Francisco Barcelona Mora     | Gösta Ekman        | Maria Andersson                |
| 6       | 30 december 2011 | Niklas Strömstedt Jenny Strömstedt     | 36                           | Jessica Zandén Claes Ljungmark         | 15                           | Sheffield Kuala Lumpur Ängelholm | Elizabeth Taylor   | Sofia Karlsson Freddie Wadling |
| 7       | 6 januari 2012   | Maria Tjärnlund Ralf Edström           | 22                           | Gunilla Hammar Säfström Peter Wahlbeck | 22                           | Bryssel New Delhi Filipstad      | Jan Guillou        | Olle Ljungström                |
| 8       | 13 januari 2012  | Nisti Stêrk Claes Borgström            | 12                           | Christer Lundberg Morgan Larsson       | 23                           | Zürich Härnösand Auckland        | Selma Lagerlöf     | Adiam Dymott                   |
| 9       | 20 januari 2012  | Jessica Zandén Claes Ljungmark         | 28                           | Johanna Frändén Carl Johan De Geer     | 35                           | New York Piteå Sankt Petersburg  | Birgitta Stenberg  | Uno Svenningsson               |
| 10      | 27 januari 2012  | Johanna Frändén Carl Johan De Geer     | 26                           | Christer Lundberg Morgan Larsson       | 25                           | Dublin Vasa Karlskrona           | Lennart Hyland     | The Tallest Man on Earth       |
| 11      | 3 februari 2012  | Martina Haag Erik Haag                 | 41                           | Johanna Frändén Carl Johan De Geer     | 25                           | Edinburgh Halmstad Phnom Penh    | Gudrun Schyman     | Idiot Wind                     |
| 12      | 10 februari 2012 | Niklas Strömstedt Jenny Strömstedt     | 29                           | Anna Charlotta Gunnarson Ylva Hällen   | 25                           | Uddevalla Genua Cambridge        | Sven Wollter       | Anna Maria Espinosa            |
| 13      | 17 februari 2012 | Martina Haag Erik Haag                 | 37                           | Niklas Strömstedt Jenny Strömstedt     | 19                           | Marseille Bollnäs Dar es Salaam  | Muhammad Ali       | Salem Al Fakir                 |

## Säsong 23 (2012–2013)
- Eftersom programmet under denna säsong fyllde 25 år utgjordes de tävlande lagen av vinnare eller finalister från tidigare år.

### Deltagare
|       | Grupp A                                  | Grupp B                       | Grupp C                        |
| ----- | ---------------------------------------- | ----------------------------- | ------------------------------ |
| Lag 1 | Cecilia Hagen Lennart "Hoa-Hoa" Dahlgren | Caroline af Ugglas Göran Hägg | Lotta Bromé Carl Jan Granqvist |
| Lag 2 | Martina Haag Erik Haag                   | Johanna Koljonen Marcus Birro | Stefan Holm Katarina Mazetti   |
| Lag 3 | Carina Lidbom Tommy Engstrand            | Ellinor Persson Dick Harrison | Jessika Gedin Hans Rosenfeldt  |

### Program och resultat
| Avsnitt | Datum            | Tävlande och poäng 1:a klass           | Tävlande och poäng 1:a klass | Tävlande och poäng Dressinen           | Tävlande och poäng Dressinen | Resmål                                  | Vem där?            | Gästartist                   |
| ------- | ---------------- | -------------------------------------- | ---------------------------- | -------------------------------------- | ---------------------------- | --------------------------------------- | ------------------- | ---------------------------- |
| 1       | 23 november 2012 | Cecilia Hagen Lennart Hoa-Hoa Dahlgren | 28                           | Martina Haag Erik Haag                 | 32                           | Stockholm Paris Sarajevo                | Gustav Vasa         | Edda Magnason                |
| 2       | 30 november 2012 | Caroline af Ugglas Göran Hägg          | 30                           | Ellinor Persson Dick Harrison          | 30                           | Katrineholm Shanghai Montreux           | Lena Nyman          | Björn Skifs                  |
| 3       | 7 december 2012  | Lotta Bromé Carl Jan Granqvist         | 19                           | Katarina Mazetti Stefan Holm           | 45                           | Toronto Tallinn Hudiksvall              | Meryl Streep        | Plura Jonsson                |
| 4       | 14 december 2012 | Carina Lidbom Tommy Engstrand          | 17                           | Cecilia Hagen Lennart Hoa-Hoa Dahlgren | 33                           | Washington Tammerfors Skanör-Falsterbo  | Prins Daniel        | Jonathan Johansson           |
| 5       | 21 december 2012 | Johanna Koljonen Marcus Birro          | 23                           | Caroline af Ugglas Göran Hägg          | 18                           | Växjö Mexico City Cannes                | John Cleese         | Miriam Bryant                |
| 6       | 28 december 2012 | Jessika Gedin Hans Rosenfeldt          | 29                           | Lotta Bromé Carl Jan Granqvist         | 19                           | Köpenhamn Kungälv Kairo                 | Usain Bolt          | Timbuktu                     |
| 7       | 4 januari 2013   | Martina Haag Erik Haag                 | 40                           | Carina Lidbom Tommy Engstrand          | 31                           | Honolulu Nürnberg Nyköping              | Mona Sahlin         | Jens Lekman                  |
| 8       | 11 januari 2013  | Ellinor Persson Dick Harrison          | 36                           | Johanna Koljonen Marcus Birro          | 29                           | Detroit Sofia Berlin                    | Astrid Lindgren     | Nicolai Dunger               |
| 9       | 18 januari 2013  | Katarina Mazetti Stefan Holm           | 32                           | Jessika Gedin Hans Rosenfeldt          | 23                           | Cardiff Gdańsk Visby                    | Helena Bergström    | Lisa Nilsson                 |
| 10      | 25 januari 2013  | Cecilia Hagen Lennart Hoa-Hoa Dahlgren | 36                           | Johanna Koljonen Marcus Birro          | 25                           | Palma de Mallorca Lidköping Los Angeles | Lill-Babs           | Edith Backlund               |
| 11      | 1 februari 2013  | Martina Haag Erik Haag                 | 33                           | Ellinor Persson Dick Harrison          | 39                           | Oxford Rom Västerås                     | Scarlett Johansson  | Eva Dahlgren                 |
| 12      | 8 februari 2013  | Katarina Mazetti Stefan Holm           | 20                           | Cecilia Hagen Lennart Hoa-Hoa Dahlgren | 27                           | Boden Bremen Sölvesborg                 | Alexander Skarsgård | Nina Ramsby                  |
| 13      | 15 februari 2013 | Cecilia Hagen Lennart Hoa-Hoa Dahlgren | 26                           | Ellinor Persson Dick Harrison          | 34                           | Verona Rättvik Philadelphia             | Beyoncé Knowles     | Amanda Jenssen Kalle Moraeus |

- I avsnitt 6 under denna säsong framfördes ledtrådarna till "Vem där?" av Ingvar Oldsberg och Björn Hellberg, som gjorde gästframträdanden i studion.

## Säsong 24 (2013–2014)
- Efter succén med mästarsäsongen där Ellinor Persson och Dick Harrison vann, valde man att enbart satsa på debutanter, bortsett från tre tidigare lag som tittarna röstat fram på svt.se

### Deltagare
|       | Grupp A                              | Grupp B                              | Grupp C                           |
| ----- | ------------------------------------ | ------------------------------------ | --------------------------------- |
| Lag 1 | Ann-Marie Skarp Jan Guillou          | Martina Montelius Dominika Peczynski | Martina Thun Ulf Danielsson       |
| Lag 2 | Eric Ericson Kjell Wilhelmsen        | Morgan Larsson Christer Lundberg     | Helen Alfredsson Christian Olsson |
| Lag 3 | Helena von Zweigbergk Göran Everdahl | Ylva Hällen Anna Charlotta Gunnarson | Elisabet Höglund Jesper Rönndahl  |

### Program och resultat
| Avsnitt | Datum            | Matchtyp    | Tävlande och poäng 1:a klass         | Tävlande och poäng 1:a klass | Tävlande och poäng Dressinen         | Tävlande och poäng Dressinen | Resmål                          | Vem där?                | Gästartist         |
| ------- | ---------------- | ----------- | ------------------------------------ | ---------------------------- | ------------------------------------ | ---------------------------- | ------------------------------- | ----------------------- | ------------------ |
| 1       | 22 november 2013 | Gruppspel   | Ann-Marie Skarp Jan Guillou          | 26                           | Eric Ericson Kjell Wilhelmsen        | 33                           | Houston Åre Luxemburg           | Wolfgang Amadeus Mozart | Jaqee Nakiri       |
| 2       | 29 november 2013 | Gruppspel   | Martina Montelius Dominika Peczynski | 27                           | Morgan Larsson Christer Lundberg     | 22                           | Lund Barcelona Boston           | Nelson Mandela          | Martin Elisson     |
| 3       | 6 december 2013  | Gruppspel   | Martina Thun Ulf Danielsson          | 28                           | Helen Alfredsson Christian Olsson    | 26                           | London Gränna Anchorage         | Marilyn Monroe          | Sivert Høyem       |
| 4       | 13 december 2013 | Gruppspel   | Eric Ericson Kjell Wilhelmsen        | 35                           | Helena von Zweigbergk Göran Everdahl | 24                           | Malmö Hamburg Santiago de Chile | Madonna                 | Lill Lindfors      |
| 5       | 20 december 2013 | Gruppspel   | Ylva Hällen Anna Charlotta Gunnarson | 33                           | Martina Montelius Dominika Peczynski | 24                           | Västervik Bangkok Belfast       | Hillary Clinton         | Emil Svanängen     |
| 6       | 27 december 2013 | Gruppspel   | Elisabet Höglund Jesper Rönndahl     | 28                           | Martina Thun Ulf Danielsson          | 23                           | Mölle Istanbul Lissabon         | Lasse Åberg             | Måns Zelmerlöw     |
| 7       | 3 januari 2014   | Gruppspel   | Helena von Zweigbergk Göran Everdahl | 30                           | Ann-Marie Skarp Jan Guillou          | 23                           | San Diego Oslo Linköping        | Elizabeth II            | Tomas von Brömssen |
| 8       | 10 januari 2014  | Gruppspel   | Morgan Larsson Christer Lundberg     | 23                           | Ylva Hällen Anna Charlotta Gunnarson | 28                           | Bristol Genève Karlstad         | Lena Philipsson         | Frida Hyvönen      |
| 9       | 17 januari 2014  | Gruppspel   | Helen Alfredsson Christian Olsson    | 21                           | Elisabet Höglund Jesper Rönndahl     | 31                           | Rhodos Addis Abeba Göteborg     | Camilla Läckberg        | Rebecka Törnqvist  |
| 10      | 24 januari 2014  | Kvartsfinal | Helena von Zweigbergk Göran Everdahl | 36                           | Martina Montelius Dominika Peczynski | 21                           | Moskva Ystad San José           | Greta Garbo             | Tove Lo            |
| 11      | 31 januari 2014  | Semifinal   | Ylva Hällen Anna Charlotta Gunnarson | 26                           | Elisabet Höglund Jesper Rönndahl     | 34                           | Hastings Umeå São Paulo         | Sven-Göran Eriksson     | Emilia Mitiku      |
| 12      | 7 februari 2014  | Semifinal   | Eric Ericson Kjell Wilhelmsen        | 34                           | Helena von Zweigbergk Göran Everdahl | 39                           | Kalmar Dubrovnik Atlanta        | Elvis Presley           | Mattias Hellberg   |
| 13      | 14 februari 2014 | Final       | Helena von Zweigbergk Göran Everdahl | 37                           | Elisabet Höglund Jesper Rönndahl     | 32                           | Norrköping Beirut Turin         | Tintin                  | Petra Marklund     |

## Säsong 25 (2014–2015)

### Deltagare[71]
|       | Grupp A                              | Grupp B                      | Grupp C                            |
| ----- | ------------------------------------ | ---------------------------- | ---------------------------------- |
| Lag 1 | Helena von Zweigbergk Göran Everdahl | Martina Thun Ulf Danielsson  | Eric Ericson Kjell Wilhelmsen      |
| Lag 2 | Filip Hammar Fredrik Wikingsson      | Gudrun Schyman KG Hammar     | Elisabet Höglund Jesper Rönndahl   |
| Lag 3 | Louise Epstein Thomas Nordegren      | Jason Diakité Lina Thomsgård | Jenny Strömstedt Niklas Strömstedt |

### Program och resultat
| Avsnitt | Datum            | Matchtyp    | Tävlande och poäng 1:a klass         | Tävlande och poäng 1:a klass | Tävlande och poäng Dressinen         | Tävlande och poäng Dressinen | Resmål                           | Vem där?                   | Gästartist                       |
| ------- | ---------------- | ----------- | ------------------------------------ | ---------------------------- | ------------------------------------ | ---------------------------- | -------------------------------- | -------------------------- | -------------------------------- |
| 1       | 28 november 2014 | Gruppspel   | Helena von Zweigbergk Göran Everdahl | 29                           | Filip Hammar Fredrik Wikingsson      | 35                           | Chicago Ullared Bath             | Agatha Christie            | Maia Hirasawa                    |
| 2       | 5 december 2014  | Gruppspel   | Filip Hammar Fredrik Wikingsson      | 28                           | Louise Epstein Thomas Nordegren      | 19                           | Seoul Helsingfors Landskrona     | Kikki Danielsson           | Stefan Sundström                 |
| 3       | 12 december 2014 | Gruppspel   | Louise Epstein Thomas Nordegren      | 22                           | Helena von Zweigbergk Göran Everdahl | 34                           | Nottingham Skövde New York       | Tove Jansson               | Maja Gödicke                     |
| 4       | 19 december 2014 | Gruppspel   | Martina Thun Ulf Danielsson          | 13                           | Jason Diakité Lina Thomsgård         | 25                           | Austin Düsseldorf Jönköping      | Jungfru Maria              | Bo Sundström                     |
| 5       | 26 december 2014 | Gruppspel   | Jason Diakité Lina Thomsgård         | 34                           | Gudrun Schyman KG Hammar             | 22                           | Trollhättan Madrid Tokyo         | Kronprinsessan Victoria    | José González                    |
| 6       | 2 januari 2015   | Gruppspel   | Gudrun Schyman KG Hammar             | 28                           | Martina Thun Ulf Danielsson          | 33                           | Prag Sundsvall Gibraltar         | Arja Saijonmaa             | Helen Sjöholm Georg Riedel       |
| 7       | 9 januari 2015   | Gruppspel   | Elisabet Höglund Jesper Rönndahl     | 35                           | Jenny Strömstedt Niklas Strömstedt   | 20                           | Roskilde Kabul Gävle             | Robyn                      | Cyndee Peters                    |
| 8       | 16 januari 2015  | Gruppspel   | Jenny Strömstedt Niklas Strömstedt   | 36                           | Eric Ericson Kjell Wilhelmsen        | 34                           | Rio de Janeiro Helsingborg Leeds | Aretha Franklin            | Simone Moreno Vocal Art Ensemble |
| 9       | 23 januari 2015  | Gruppspel   | Eric Ericson Kjell Wilhelmsen        | 36                           | Elisabet Höglund Jesper Rönndahl     | 34                           | Milwaukee Lillehammer Nairobi    | Noomi Rapace               | Jonas Svennem                    |
| 10      | 30 januari 2015  | Kvartsfinal | Elisabet Höglund Jesper Rönndahl     | 25                           | Helena von Zweigbergk Göran Everdahl | 24                           | Tel Aviv Skellefteå Liverpool    | Oprah Winfrey              | Ebbot Lundberg                   |
| 11      | 6 februari 2015  | Semifinal   | Eric Ericson Kjell Wilhelmsen        | 16                           | Filip Hammar Fredrik Wikingsson      | 25                           | Borlänge Havanna Stockholm       | Pia Sundhage               | Robert Hurula                    |
| 12      | 13 februari 2015 | Semifinal   | Jason Diakité Lina Thomsgård         | 41                           | Elisabet Höglund Jesper Rönndahl     | 44                           | Orlando Phuket Casablanca        | Jacqueline Kennedy Onassis | Jennie Abrahamson                |
| 13      | 20 februari 2015 | Final       | Elisabet Höglund Jesper Rönndahl     | 32                           | Filip Hammar Fredrik Wikingsson      | 26                           | Warszawa Alingsås Amsterdam      | Mona Lisa                  | Nina Persson                     |

## Säsong 26 (2015–2016)
Denna säsong sändes programmet ”På perrongen” i SVT Play en halvtimme före varje ordinarie avsnitt, där förra vinnaren Ellinor Persson pratade ”På spåret”-minnen med tidigare deltagare.

### Deltagare
|       | Grupp A                          | Grupp B                         | Grupp C                         |
| ----- | -------------------------------- | ------------------------------- | ------------------------------- |
| Lag 1 | Elisabet Höglund Jesper Rönndahl | Petra Mede Peter Magnusson      | Filip Hammar Fredrik Wikingsson |
| Lag 2 | Anna Ekström Göran Hägglund      | Louise Epstein Thomas Nordegren | David Lagercrantz Viveca Sten   |
| Lag 3 | Kakan Hermansson Jan Hermansson  | Tina Mehrafzoon Aino Trosell    | Åsa Sandell Jonas Eriksson      |

### Program och resultat
| Avsnitt | Datum            | Matchtyp    | Tävlande och poäng 1:a klass     | Tävlande och poäng 1:a klass | Tävlande och poäng Dressinen     | Tävlande och poäng Dressinen | Resmål                           | Vem där?              | Gästartist        | Gäster På perrongen                      |
| ------- | ---------------- | ----------- | -------------------------------- | ---------------------------- | -------------------------------- | ---------------------------- | -------------------------------- | --------------------- | ----------------- | ---------------------------------------- |
| 1       | 20 november 2015 | Gruppspel   | Elisabet Höglund Jesper Rönndahl | 33                           | Kakan Hermansson Jan Hermansson  | 31                           | Sydney Torekov Köpenhamn         | Zlatan Ibrahimović    | Ola Salo          | Peter Apelgren                           |
| 2       | 27 november 2015 | Gruppspel   | Kakan Hermansson Jan Hermansson  | 25                           | Anna Ekström Göran Hägglund      | 40                           | Paris Luleå Hongkong             | Margaret Thatcher     | Beldina Malaika   | Stefan Holm                              |
| 3       | 4 december 2015  | Gruppspel   | Anna Ekström Göran Hägglund      | 30                           | Elisabet Höglund Jesper Rönndahl | 39                           | Ankara Varberg Saint Louis       | Lotta Engberg         | Jill Johnson      | Cecilia Hagen Lennart "Hoa-Hoa" Dahlgren |
| 4       | 11 december 2015 | Gruppspel   | Louise Epstein Thomas Nordegren  | 24                           | Petra Mede Peter Magnusson       | 31                           | San Francisco Sälen Belgrad      | Pablo Picasso         | Nicole Sabouné    | Thomas Ravelli                           |
| 5       | 18 december 2015 | Gruppspel   | Tina Mehrafzoon Aino Trosell     | 24                           | Louise Epstein Thomas Nordegren  | 32                           | Haag Buenos Aires Simrishamn     | Lady Gaga             | Maja Francis      | Britt-Marie Mattsson                     |
| 6       | 25 december 2015 | Gruppspel   | Petra Mede Peter Magnusson       | 20                           | Tina Mehrafzoon Aino Trosell     | 24                           | Southampton Milano Falun         | Nicole Kidman         | Ane Brun          | Alexandra Zazzi                          |
| 7       | 1 januari 2016   | Gruppspel   | Viveca Sten David Lagercrantz    | 27                           | Jonas Eriksson Åsa Sandell       | 42                           | Östersund Jakarta Visby          | Ingvar Oldsberg       | Viktor Olsson     | Ralf Edström                             |
| 8       | 8 januari 2016   | Gruppspel   | Filip Hammar Fredrik Wikingsson  | 34                           | Viveca Sten David Lagercrantz    | 24                           | Malmö Lausanne Abu Dhabi         | Tina Turner           | Ramy Essam        | Ingvar Oldsberg                          |
| 9       | 15 januari 2016  | Gruppspel   | Jonas Eriksson Åsa Sandell       | 19                           | Filip Hammar Fredrik Wikingsson  | 27                           | Valencia Parma Johannesburg      | Tim "Avicii" Bergling | Rigmor Gustafsson | Eva Hamilton                             |
| 10      | 22 januari 2016  | Kvartsfinal | Anna Ekström Göran Hägglund      | 37                           | Jonas Eriksson Åsa Sandell       | 26                           | Newcastle Gaborone Salzburg      | Leif G.W. Persson     | Björn Dixgård     | My Holmsten                              |
| 11      | 29 januari 2016  | Semifinal   | Anna Ekström Göran Hägglund      | 33                           | Filip Hammar Fredrik Wikingsson  | 29                           | Vetlanda Helsingör Key West      | Jeanne d’Arc          | Kikki Danielsson  | Dick Harrison                            |
| 12      | 5 februari 2016  | Semifinal   | Elisabet Höglund Jesper Rönndahl | 51                           | Louise Epstein Thomas Nordegren  | 27                           | Wellington Uppsala La Paz        | Judas Iskariot        | Sylvia Vrethammar | Martina Thun                             |
| 13      | 12 februari 2016 | Final       | Anna Ekström Göran Hägglund      | 31                           | Elisabet Höglund Jesper Rönndahl | 39                           | Toulouse Andorra la Vella Nassau | Pippi Långstrump      | Jenny Wilson      | Martina Haag                             |

## Säsong 27 (2016–2017)
Nytt inför säsongen var att tittarna kunde spela med och tävla mot ”På spåret”-deltagarna eller mot vänner genom en mobilapp från SVTsamt att tävlingsmomentet Vem där? skrotades till förmån för Listan. Den 23 december sändes en julspecial med ”särskilt inbjudna tävlande par”, en två timmar lång uppesittarkväll som inte ingick i den ordinarie tävlingen.
Bland säsongens gästartister fanns First Aid Kit, Veronica Maggio, Niklas Strömstedt, Slowgold (Amanda Werne), Mariam the Believer, Magnus Carlson och LaGaylia Frazier.
Avsnitt 9 i denna säsong var det 100:e programmet med Kristian Luuk och Fredrik Lindström.

### Deltagare
|       | Grupp A                         | Grupp B                          | Grupp C                         |
| ----- | ------------------------------- | -------------------------------- | ------------------------------- |
| Lag 1 | Sigge Eklund Malou von Sivers   | Charlotte Gyllenhammar Erik Niva | Kristoffer Appelquist Bea Uusma |
| Lag 2 | Johan Hilton Kristin Lundell    | Jonas Eriksson Åsa Sandell       | Anne-Lie Rydé Ronny Svensson    |
| Lag 3 | Jan Hermansson Kakan Hermansson | Isobel Hadley-Kamptz Kalle Lind  | Göran Hägglund Olivia Wigzell   |

### Program och resultat
| Avsnitt | Datum            | Matchtyp    | Tävlande och poäng 1:a klass     | Tävlande och poäng 1:a klass | Tävlande och poäng Dressinen     | Tävlande och poäng Dressinen | Resmål                              | Listan                                          | Gästartist                   |
| ------- | ---------------- | ----------- | -------------------------------- | ---------------------------- | -------------------------------- | ---------------------------- | ----------------------------------- | ----------------------------------------------- | ---------------------------- |
| 1       | 2 december 2016  | Gruppspel   | Sigge Eklund Malou von Sivers    | 26                           | Johan Hilton Kristin Lundell     | 35                           | Monaco Strängnäs Montréal           | Skurkar på film                                 | First Aid Kit                |
| 2       | 9 december 2016  | Gruppspel   | Jan Hermansson Kakan Hermansson  | 25                           | Sigge Eklund Malou von Sivers    | 26                           | Oslo Arvika Tunis                   | Camilla Läckberg                                | LaGaylia Frazer              |
| 3       | 16 december 2016 | Gruppspel   | Johan Hilton Kristin Lundell     | 35                           | Jan Hermansson Kakan Hermansson  | 29                           | Narvik Sevilla Stenungsund          | Sagan om ringen                                 | Mia Skäringer                |
|         | 23 december 2016 | Julspecial  | Göran Everdahl Cecilia Hagen     | 49                           | Ylva Hällen Jesper Rönndahl      | 41                           | Betlehem Sunne Las Palmas Rovaniemi | Julkalendrar Vem där: Julia Roberts Retur: 1973 | Edda Magnason Magnus Carlson |
| 4       | 30 december 2016 | Gruppspel   | Charlotte Gyllenhammar Erik Niva | 34                           | Jonas Eriksson Åsa Sandell       | 30                           | Berlin Örnsköldsvik Budapest        | Fotboll                                         | Mariam the Believer          |
| 5       | 6 januari 2017   | Gruppspel   | Isobel Hadley-Kamptz Kalle Lind  | 38                           | Charlotte Gyllenhammar Erik Niva | 25                           | Glasgow Ulan Bator Halmstad         | Sås                                             | Niklas Strömstedt            |
| 6       | 13 januari 2017  | Gruppspel   | Jonas Eriksson Åsa Sandell       | 35                           | Isobel Hadley-Kamptz Kalle Lind  | 27                           | Pretoria Strömstad Bombay           | Svenska vägar                                   | José González                |
| 7       | 20 januari 2017  | Gruppspel   | Kristoffer Appelquist Bea Uusma  | 26                           | Anne-Lie Rydé Ronny Svensson     | 29                           | Örebro Teheran Manchester           | Astrid Lindgren                                 | Peter Morén                  |
| 8       | 27 januari 2017  | Gruppspel   | Anne-Lie Rydé Ronny Svensson     | 27                           | Göran Hägglund Olivia Wigzell    | 21                           | Aten Bali Borås                     | Rysk hockey                                     | Slowgold                     |
| 9       | 3 februari 2017  | Gruppspel   | Göran Hägglund Olivia Wigzell    | 36                           | Kristoffer Appelquist Bea Uusma  | 41                           | Gällivare Marbella Pittsburgh       | Lånord                                          | Anders Wendin                |
| 10      | 10 februari 2017 | Kvartsfinal | Kristoffer Appelquist Bea Uusma  | 30                           | Jonas Eriksson Åsa Sandell       | 32                           | Bogotá Sandhamn Kuala Lumpur        | Kerstin Thorvall                                | Hindi Zahra                  |
| 11      | 17 februari 2017 | Semifinal   | Isobel Hadley-Kamptz Kalle Lind  | 35                           | Anne-Lie Rydé Ronny Svensson     | 22                           | Mexico City Bratislava Norrköping   | Plagg                                           | Rasmus Arvidsson             |
| 12      | 24 februari 2017 | Semifinal   | Johan Hilton Kristin Lundell     | 32                           | Jonas Eriksson Åsa Sandell       | 24                           | Dublin Torshamn Canberra            | Bernadottes                                     | Susanne Sundfør              |
| 13      | 3 mars 2017      | Final       | Johan Hilton Kristin Lundell     | 36                           | Isobel Hadley-Kamptz Kalle Lind  | 26                           | Las Vegas Pyongyang Pisa            | Frågesport                                      | Veronica Maggio              |

## Säsong 28 (2017–2018)
Den 14 september 2017 presenterades deltagarna i den 28:e säsongen av programmet. Några av nykomlingarna var komikern Josefin Johansson, längdskidåkaren Johan Olsson och filmregissören Marianne Ahrne.
Bland säsongens gästartister fanns Jennie Abrahamson, Marie Bergman, Peter Jöback, Ola Magnell, The Tallest Man on Earth, Malena Ernman, Moto Boy och Danny Saucedo.
Säsongspremiären sändes den 8 december 2017.

### Deltagare
|       | Grupp A                         | Grupp B                             | Grupp C                         |
| ----- | ------------------------------- | ----------------------------------- | ------------------------------- |
| Lag 1 | Isobel Hadley-Kamptz Kalle Lind | Johan Hilton Kristin Lundell        | Martina Haag Peter Magnusson    |
| Lag 2 | Johan Olsson Denise Rudberg     | Anne-Lie Rydé Ronny Svensson        | Sigge Eklund Malou von Sivers   |
| Lag 3 | Gunnar Bolin Amie Bramme Sey    | Johar Bendjelloul Josefin Johansson | Marianne Ahrne Anders Johansson |

### Program och resultat
| Avsnitt | Datum            | Matchtyp    | Tävlande och poäng 1:a klass        | Tävlande och poäng 1:a klass | Tävlande och poäng Dressinen        | Tävlande och poäng Dressinen | Resmål                      | Listan           | Gästartist               |
| ------- | ---------------- | ----------- | ----------------------------------- | ---------------------------- | ----------------------------------- | ---------------------------- | --------------------------- | ---------------- | ------------------------ |
| 1       | 8 december 2017  | Gruppspel   | Isobel Hadley-Kamptz Kalle Lind     | 34                           | Johan Olsson Denise Rudberg         | 26                           | Lissabon Kalmar Dakar       | Fält och skog    | Nadia Nair Maher Cissoko |
| 2       | 15 december 2017 | Gruppspel   | Johan Olsson Denise Rudberg         | 18                           | Gunnar Bolin Amie Bramme Sey        | 26                           | Västerås Phoenix Cork       | Kiss             | Dennis Lyxzén            |
| 3       | 22 december 2017 | Gruppspel   | Gunnar Bolin Amie Bramme Sey        | 28                           | Isobel Hadley-Kamptz Kalle Lind     | 36                           | Edinburgh Wien Brisbane     | Kända mustascher | Peter Jöback             |
| 4       | 29 december 2017 | Gruppspel   | Johan Hilton Kristin Lundell        | 29                           | Anne-Lie Rydé Ronny Svensson        | 25                           | London Hanoi Hallsberg      | Badare           | The Tallest Man on Earth |
| 5       | 5 januari 2018   | Gruppspel   | Anne-Lie Rydé Ronny Svensson        | 28                           | Johar Bendjelloul Josefin Johansson | 30                           | Nashville Strasbourg Köping | Stava            | Sarah Klang              |
| 6       | 12 januari 2018  | Gruppspel   | Johar Bendjelloul Josefin Johansson | 34                           | Johan Hilton Kristin Lundell        | 33                           | Minsk Bagdad Alvesta        | Eksem            | Kristin Amparo           |
| 7       | 19 januari 2018  | Gruppspel   | Martina Haag Peter Magnusson        | 26                           | Sigge Eklund Malou von Sivers       | 20                           | Singapore Lund Göteborg     | Meteorologer     | Ola Magnell              |
| 8       | 26 januari 2018  | Gruppspel   | Sigge Eklund Malou von Sivers       | 28                           | Marianne Ahrne Anders Johansson     | 20                           | Los Angeles Odense Nyköping | Under lupp       | Promoe                   |
| 9       | 2 februari 2018  | Gruppspel   | Marianne Ahrne Anders Johansson     | 31                           | Martina Haag Peter Magnusson        | 23                           | Venedig Quito Kiruna        | Alias            | Malena Ernman            |
| 10      | 9 februari 2018  | Kvartsfinal | Johan Hilton Kristin Lundell        | 32                           | Gunnar Bolin Amie Bramme Sey        | 36                           | München Taipei Trondheim    | Mupp             | Moto Boy                 |
| 11      | 16 februari 2018 | Semifinal   | Isobel Hadley-Kamptz Kalle Lind     | 36                           | Gunnar Bolin Amie Bramme Sey        | 38                           | Rom Vilnius Pajala          | Hellsing         | Marie Bergman            |
| 12      | 23 februari 2018 | Semifinal   | Johar Bendjelloul Josefin Johansson | 41                           | Marianne Ahrne Anders Johansson     | 31                           | Dresden Reykjavik Damaskus  | Förhistoria      | Jennie Abrahamson        |
| 13      | 2 mars 2018      | Final       | Gunnar Bolin Amie Bramme Sey        | 17                           | Johar Bendjelloul Josefin Johansson | 29                           | Kingston Karlshamn Istanbul | Dessert          | Janice                   |

## Säsong 29 (2018–2019)
Deltagarna i den 29:e säsongen av programmet presenterades i SVT Play den 17–19 september 2018. Några av nykomlingarna var komikerna Hanna Dorsin och Emma Molin samt Skärgårdsdoktorn-skådespelarna Samuel Fröler och Ebba Hultkvist Stragne.
Säsongspremiären sändes den 30 november 2018.
Denna säsong var den 10:e säsongen sedan Kristian Luuk och Fredrik Lindström tog över som programledare respektive domare. Dessutom var avsnitt 10 det 300:e programmet någonsin av På spåret.

### Deltagare
|       | Grupp A                              | Grupp B                             | Grupp C                          |
| ----- | ------------------------------------ | ----------------------------------- | -------------------------------- |
| Lag 1 | Kristoffer Appelquist Bea Uusma      | Hanna Dorsin Emma Molin             | Elisabet Höglund Jesper Rönndahl |
| Lag 2 | Eric Ericson Kjell Wilhelmsen        | Gunnar Bolin Amie Bramme Sey        | Marianne Ahrne Anders Johansson  |
| Lag 3 | Samuel Fröler Ebba Hultkvist Stragne | Johar Bendjelloul Josefin Johansson | Parisa Amiri Gunnar Wetterberg   |

### Program och resultat
| Avsnitt | Datum            | Matchtyp    | Tävlande och poäng 1:a klass         | Tävlande och poäng 1:a klass | Tävlande och poäng Dressinen         | Tävlande och poäng Dressinen | Resmål                       | Listan        | Gästartist            |
| ------- | ---------------- | ----------- | ------------------------------------ | ---------------------------- | ------------------------------------ | ---------------------------- | ---------------------------- | ------------- | --------------------- |
| 1       | 30 november 2018 | Gruppspel   | Samuel Fröler Ebba Hultkvist Stragne | 31                           | Kristoffer Appelqvist Bea Uusma      | 39                           | Falkenberg Kraków New York   | an die Freude | Yukimi Nagano         |
| 2       | 7 december 2018  | Gruppspel   | Eric Ericson Kjell Wilhelmsen        | 25                           | Samuel Fröler Ebba Hultkvist Stragne | 28                           | Leipzig Nora Bologna         | Kläder        | Siw Malmkvist         |
| 3       | 14 december 2018 | Gruppspel   | Kristoffer Appelqvist Bea Uusma      | 20                           | Eric Ericson Kjell Wilhelmsen        | 39                           | Limerick Shanghai Stavanger  | Snickaren     | Eagle-Eye Cherry      |
| 4       | 21 december 2018 | Gruppspel   | Hanna Dorsin Emma Molin              | 31                           | Gunnar Bolin Amie Bramme Sey         | 34                           | Mariehamn Jokkmokk Mogadishu | Brottning     | Christian Kjellvander |
| 5       | 28 december 2018 | Gruppspel   | Johar Bendjelloul Josefin Johansson  | 38                           | Hanna Dorsin Emma Molin              | 24                           | Uddevalla Baku Calcutta      | Dallas        | Maria Andersson       |
| 6       | 4 januari 2019   | Gruppspel   | Gunnar Bolin Amie Bramme Sey         | 39                           | Johar Bendjelloul Josefin Johansson  | 38                           | Tirana Ludvika Åbo           | Dansband      | Mikael Rickfors       |
| 7       | 11 januari 2019  | Gruppspel   | Marianne Ahrne Anders Johansson      | 20                           | Elisabet Höglund Jesper Rönndahl     | 26                           | Valparaíso Lidköping York    | Nerv          | Cecilia och Jenny Vaz |
| 8       | 18 januari 2019  | Gruppspel   | Parisa Amiri Gunnar Wetterberg       | 33                           | Marianne Ahrne Anders Johansson      | 31                           | Stockholm Korfu Islamabad    | I burk        | Lena Willemark        |
| 9       | 25 januari 2019  | Gruppspel   | Elisabet Höglund Jesper Rönndahl     | 35                           | Parisa Amiri Gunnar Wetterberg       | 38                           | Kairo Bangkok Höganäs        | Tjernobyl     | Seinabo Sey           |
| 10      | 1 februari 2019  | Kvartsfinal | Johar Bendjelloul Josefin Johansson  | 37                           | Elisabet Höglund Jesper Rönndahl     | 35                           | New Orleans Córdoba Fagersta | Sydväst       | Bror Gunnar Jansson   |
| 11      | 8 februari 2019  | Semifinal   | Gunnar Bolin Amie Bramme Sey         | 21                           | Parisa Amiri Gunnar Wetterberg       | 33                           | Birmingham Nasaret Lyon      | Charkuteri    | Petra Marklund        |
| 12      | 15 februari 2019 | Semifinal   | Eric Ericson Kjell Wilhelmsen        | 39                           | Johar Bendjelloul Josefin Johansson  | 37                           | Aspen Maputo Paris           | Affärer       | Sibille Attar         |
| 13      | 22 februari 2019 | Final       | Eric Ericson Kjell Wilhelmsen        | 30                           | Parisa Amiri Gunnar Wetterberg       | 37                           | Lima Boden Barcelona         | I moll        | Daniel Adams-Ray      |

## Säsong 30 (2019–2020)
Komikern Johan Glans tackade ja till att delta i säsong 30 på en direkt fråga från Kristian Luuk i SVT-talkshowen Luuk & Hallberg den 14 september 2019. De övriga deltagarna presenterades på svtplay.se den 30 oktober–1 november 2019. Säsongspremiären sändes den 6 december 2019. Husbandet Augustifamiljen tackade för sig efter tio säsonger och ersattes av Lada Egolaeva & Svenska Grammofonstudion, Vaz, Mando Diao och Amason.

### Deltagare
|       | Grupp 1                             | Grupp 2                             | Grupp 3                              |
| ----- | ----------------------------------- | ----------------------------------- | ------------------------------------ |
| Lag 1 | Inga-Britt Ahlenius Peter Magnusson | Parisa Amiri Gunnar Wetterberg      | Samuel Fröler Ebba Hultkvist Stragne |
| Lag 2 | Cecilia Hagen Jonatan Unge          | Isobel Hadley-Kamptz Kalle Lind     | Farah Abadi Johan Glans              |
| Lag 3 | Johar Bendjelloul Josefin Johansson | Mikael Appelgren AnnaMaria Fredholm | Hanna Dorsin Emma Molin              |

### Program och resultat
| Avsnitt | Datum            | Matchtyp    | Tävlande och poäng 1:a klass         | Tävlande och poäng 1:a klass | Tävlande och poäng Dressinen         | Tävlande och poäng Dressinen | Resmål                              | Vem där? Retur  | Gästartist                                                            |
| ------- | ---------------- | ----------- | ------------------------------------ | ---------------------------- | ------------------------------------ | ---------------------------- | ----------------------------------- | --------------- | --------------------------------------------------------------------- |
| 1       | 6 december 2019  | Gruppspel   | Inga-Britt Ahlenius Peter Magnusson  | 25                           | Cecilia Hagen Jonatan Unge           | 27                           | London Bilbao Eskilstuna            | Birgit Nilsson  | Lada Egolaeva & Svenska Grammofonstudion Nina Persson och Sarah Klang |
| 2       | 13 december 2019 | Gruppspel   | Johar Bendjelloul Josefin Johansson  | 39                           | Inga-Britt Ahlenius Peter Magnusson  | 23                           | Washington Syrakusa Ibiza           | 1974            | Lada Egolaeva & Svenska Grammofonstudion och Denise Johnson           |
| 3       | 20 december 2019 | Gruppspel   | Cecilia Hagen Jonatan Unge           | 40                           | Johar Bendjelloul Josefin Johansson  | 44                           | Åmål Delhi Sankt Petersburg         | 1981            | Lada Egolaeva & Svenska Grammofonstudion och Thomas Stenström         |
| 4       | 27 december 2019 | Gruppspel   | Isobel Hadley-Kamptz Kalle Lind      | 33                           | Parisa Amiri Gunnar Wetterberg       | 37                           | Umeå Garmisch-Partenkirchen Colombo | 2019            | Vaz och Nina Kinert                                                   |
| 5       | 3 januari 2020   | Gruppspel   | Mikael Appelgren AnnaMaria Fredholm  | 17                           | Isobel Hadley-Kamptz Kalle Lind      | 38                           | Brasília Vadstena Bukarest          | Donald Trump    | Vaz och Jenny Wilson                                                  |
| 6       | 10 januari 2020  | Gruppspel   | Parisa Amiri Gunnar Wetterberg       | 42                           | Mikael Appelgren AnnaMaria Fredholm  | 24                           | Memphis Arvidsjaur Bryssel          | 1994            | Vaz och Frida Sundemo                                                 |
| 7       | 17 januari 2020  | Gruppspel   | Farah Abadi Johan Glans              | 33                           | Samuel Fröler Ebba Hultkvist Stragne | 31                           | Karlstad Alexandria Rotterdam       | 1963            | Mando Diao och Mapei                                                  |
| 8       | 24 januari 2020  | Gruppspel   | Samuel Fröler Ebba Hultkvist Stragne | 28                           | Hanna Dorsin Emma Molin              | 33                           | Ottawa Ljubljana Malmö              | Harry Potter    | Mando Diao och Tommy Körberg                                          |
| 9       | 31 januari 2020  | Gruppspel   | Hanna Dorsin Emma Molin              | 30                           | Farah Abadi Johan Glans              | 27                           | Frankfurt am Main Ulricehamn Århus  | Albert Einstein | Mando Diao och Good Harvest                                           |
| 10      | 7 februari 2020  | Kvartsfinal | Isobel Hadley-Kamptz Kalle Lind      | 26                           | Cecilia Hagen Jonatan Unge           | 41                           | Puerto Rico Porto Växjö             | 2008            | Amason                                                                |
| 11      | 14 februari 2020 | Semifinal   | Johar Bendjelloul Josefin Johansson  | 35                           | Cecilia Hagen Jonatan Unge           | 34                           | Denver Asunción Uppsala             | Angela Merkel   | Amason och Grant                                                      |
| 12      | 21 februari 2020 | Semifinal   | Parisa Amiri Gunnar Wetterberg       | 40                           | Hanna Dorsin Emma Molin              | 30                           | Helsingfors Khartoum Bordeaux       | 2000            | Amason och Olle Jönsson                                               |
| 13      | 28 februari 2020 | Final       | Parisa Amiri Gunnar Wetterberg       | 48                           | Johar Bendjelloul Josefin Johansson  | 40                           | Tel Aviv Vimmerby Miami             | Yoko Ono        | Amason och Benjamin Ingrosso                                          |

## Säsong 31 (2020–2021)
Säsongens deltagare presenterades av SVT den 18 september 2020 och premiären sändes den 27 november 2020. Precis som säsongen innan dök flera husband upp – 2020–2021 ansvarade Little Dragon, Franska Trion, The Hellacopters, Rebecca & Fiona samt First Aid Kit för musiken. Tävlingsupplägget med grupp- och slutspel var oförändrat, men kvartsfinalen hade döpts om till Andra chansen. Ett av de tävlande paren, Frida Boisen och Hamid Zafar, byttes ut sedan Dagens Nyheter avslöjat att Zafar anonymt gjort rasistiska och homofoba inlägg på nätet. Två redan bandade avsnitt ströks och i stället spelade SVT in nya program, nu med ersättarna Louise Epstein och Thomas Nordegren.
I samband med säsongspremiären av Vinterstudion den 15 november 2020 visade SVT en nyinspelad sportversion av På spåret. I programspecialen tävlade Björn Ferry och Maria Pietilä Holmner mot Anders Blomquist och Jacob Hård, medan Yvette Hermundstad och André Pops agerade programledare och domare.

### Deltagare[165]
|       | Grupp 1                         | Grupp 2                           | Grupp 3                        |
| ----- | ------------------------------- | --------------------------------- | ------------------------------ |
| Lag 1 | Farah Abadi Johan Glans         | Claes Elfsberg Magdalena Forsberg | Patrik Arve Irena Pozar        |
| Lag 2 | Louise Epstein Thomas Nordegren | Dilan Apak Moa Lundqvist          | Tomas Alfredson Ernst Billgren |
| Lag 3 | Plura Jonsson Sanna Lundell     | Marianne Ahrne Anders Johansson   | Hanna Dorsin Emma Molin        |

### Program och resultat
| Avsnitt | Datum            | Matchtyp      | Tävlande och poäng 1:a klass      | Tävlande och poäng 1:a klass | Tävlande och poäng Dressinen      | Tävlande och poäng Dressinen | Resmål                          | Retur Vem där?  | Gästartist                                        |
| ------- | ---------------- | ------------- | --------------------------------- | ---------------------------- | --------------------------------- | ---------------------------- | ------------------------------- | --------------- | ------------------------------------------------- |
|         | 15 november 2020 | Sportspecial  | Björn Ferry Maria Pietilä Holmner | 25                           | Anders Blomquist Jacob Hård       | 33                           | Norrköping Trondheim Turin      | 1996            | –                                                 |
| 1       | 27 november 2020 | Gruppspel     | Farah Abadi Johan Glans           | 30                           | Plura Jonsson Sanna Lundell       | 27                           | Bergen Aten Baltimore           | Whitney Houston | Little Dragon och Loreen                          |
| 2       | 4 december 2020  | Gruppspel     | Plura Jonsson Sanna Lundell       | 30                           | Louise Epstein Thomas Nordegren   | 30                           | Linköping Prag Manchester       | Charlotte Kalla | Little Dragon och Carola                          |
| 3       | 11 december 2020 | Gruppspel     | Louise Epstein Thomas Nordegren   | 31                           | Farah Abadi Johan Glans           | 28                           | Borgholm Fiji Düsseldorf        | Tom Cruise      | Little Dragon och Familjen                        |
| 4       | 18 december 2020 | Gruppspel     | Claes Elfsberg Magdalena Forsberg | 33                           | Dilan Apak Moa Lundqvist          | 25                           | Ystad Marseille Amsterdam       | Kim Kardashian  | Franska Trion och Sandro Cavazza                  |
| 5       | 25 december 2020 | Gruppspel     | Dilan Apak Moa Lundqvist          | 29                           | Marianne Ahrne Anders Johansson   | 30                           | Montevideo Vänersborg Lausanne  | Frida Kahlo     | Franska Trion och Elina Ryd, Anne Sofie von Otter |
| 6       | 1 januari 2021   | Gruppspel     | Marianne Ahrne Anders Johansson   | 28                           | Claes Elfsberg Magdalena Forsberg | 34                           | Sydney Oslo Hudiksvall          | 1969            | Franska Trion och Kikki Danielsson                |
| 7       | 8 januari 2021   | Gruppspel     | Patrik Arve Irena Pozar           | 20                           | Tomas Alfredson Ernst Billgren    | 24                           | Auckland Örebro Partille        | Björn Borg      | The Hellacopters och Johanna Platow Andersson     |
| 8       | 15 januari 2021  | Gruppspel     | Hanna Dorsin Emma Molin           | 23                           | Patrik Arve Irena Pozar           | 24                           | Liverpool Katmandu Kristinehamn | Alicia Vikander | The Hellacopters och Joakim Thåström              |
| 9       | 22 januari 2021  | Gruppspel     | Tomas Alfredson Ernst Billgren    | 42                           | Hanna Dorsin Emma Molin           | 37                           | Seattle Gnesta Kiev             | Vladimir Putin  | The Hellacopters och Papa Emeritus IV             |
| 10      | 29 januari 2021  | Andra chansen | Farah Abadi Johan Glans           | 35                           | Marianne Ahrne Anders Johansson   | 32                           | Chicago Järvsö Lagos            | Coco Chanel     | Rebecca & Fiona och Zikai                         |
| 11      | 5 februari 2021  | Semifinal     | Claes Elfsberg Magdalena Forsberg | 33                           | Farah Abadi Johan Glans           | 32                           | Glasgow Kristianstad Macao      | 2015            | First Aid Kit                                     |
| 12      | 12 februari 2021 | Semifinal     | Tomas Alfredson Ernst Billgren    | 25                           | Louise Epstein Thomas Nordegren   | 27                           | Gävle San Salvador Toronto      | 1999            | First Aid Kit och Erik Lundin                     |
| 13      | 19 februari 2021 | Final         | Louise Epstein Thomas Nordegren   | 31                           | Claes Elfsberg Magdalena Forsberg | 33                           | Honolulu Svalbard Gnosjö        | 1066            | First Aid Kit och Zara Larsson                    |

## Säsong 32 (2021–2022)
Säsongens deltagare presenterades av SVT den 13 oktober 2021. Säsongspremiären sändes den 26 november 2021. Ett nytt tävlingsmoment var Närmast vinner, där det par som bäst kan peka ut en plats på en blindkarta får tre poäng. Säsongens husband var Sven-Ingvars, Sara Parkmans orkester, Sahara Hotnights och Vargas & Lagola och bland gästartisterna märktes bland andra Veronica Maggio, Tove Styrke, Seinabo Sey och Markus Krunegård.

### Deltagare
|       | Grupp 1                           | Grupp 2                           | Grupp 3                       |
| ----- | --------------------------------- | --------------------------------- | ----------------------------- |
| Lag 1 | Carina Bergfeldt Marcus Oscarsson | Christer Lundberg Agnes Wold      | Cecilia Düringer Jonatan Unge |
| Lag 2 | Jason Diakité Marcus Samuelsson   | Claes Elfsberg Magdalena Forsberg | Patrik Arve Irena Pozar       |
| Lag 3 | Dilan Apak Moa Lundqvist          | Hanna Hellquist Ina Lundström     | Farah Abadi Johan Glans       |

### Program och resultat
| Avsnitt | Datum            | Matchtyp      | Tävlande och poäng 1:a klass      | Tävlande och poäng 1:a klass | Tävlande och poäng Dressinen      | Tävlande och poäng Dressinen | Resmål                            | Närmast vinner  | Gästartist |
| ------- | ---------------- | ------------- | --------------------------------- | ---------------------------- | --------------------------------- | ---------------------------- | --------------------------------- | --------------- | --- |
| 1       | 26 november 2021 | Gruppspel     | Carina Bergfeldt Marcus Oscarsson | 18                           | Jason Diakité Marcus Samuelsson   | 35                           | Avignon Seoul Degerfors           | Dubai           | Sven-Ingvars och Molly Sandén                                                                                      |
| 2       | 3 december 2021  | Gruppspel     | Dilan Apak Moa Lundqvist          | 28                           | Carina Bergfeldt Marcus Oscarsson | 26                           | Piteå Capri Tokyo                 | Southampton     | Sven-Ingvars och Maja Ivarsson                                                                                     |
| 3       | 10 december 2021 | Gruppspel     | Jason Diakité Marcus Samuelsson   | 29                           | Dilan Apak Moa Lundqvist          | 18                           | Karlskrona Riga Tijuana           | Åmål            | Sven-Ingvars och Slowgold                                                                                          |
| 4       | 17 december 2021 | Gruppspel     | Christer Lundberg Agnes Wold      | 27                           | Claes Elfsberg Magdalena Forsberg | 33                           | Los Angeles München Helsingborg   | Machu Picchu    | Sara Parkmans orkester och Markus Krunegård                                                                        |
| 5       | 31 december 2021 | Gruppspel     | Hanna Hellquist Ina Lundström     | 26                           | Christer Lundberg Agnes Wold      | 32                           | Madrid Falköping Ankara           | Times Square    | Sara Parkmans orkester och Selen Özan                                                                              |
| 6       | 7 januari 2022   | Gruppspel     | Claes Elfsberg Magdalena Forsberg | 28                           | Hanna Hellquist Ina Lundström     | 38                           | Berlin Havanna Östersund          | Baku            | Sara Parkmans orkester och Eric Bibb                                                                               |
| 7       | 14 januari 2022  | Gruppspel     | Cecilia Düringer Jonatan Unge     | 33                           | Patrik Arve Irena Pozar           | 24                           | Alingsås Kampala Brighton         | Malung          | Sahara Hotnights och Tove Styrke                                                                                   |
| 8       | 21 januari 2022  | Gruppspel     | Farah Abadi Johan Glans           | 22                           | Cecilia Düringer Jonatan Unge     | 51                           | Boston Neapel Åre                 | Sydney          | Sahara Hotnights och Frida Hyvönen & Merit Hemmingsson                                                             |
| 9       | 28 januari 2022  | Gruppspel     | Patrik Arve Irena Pozar           | 16                           | Farah Abadi Johan Glans           | 36                           | Johannesburg Båstad Budapest      | Washington      | Sahara Hotnights och Rebecka Törnqvist                                                                             |
| 10      | 4 februari 2022  | Andra chansen | Farah Abadi Johan Glans           | 30                           | Claes Elfsberg Magdalena Forsberg | 38                           | Haparanda Edinburgh San Francisco | Mount Everest   | Vargas & Lagola och Johnossi                                                                                       |
| 11      | 11 februari 2022 | Semifinal     | Jason Diakité Marcus Samuelsson   | 22                           | Hanna Hellquist Ina Lundström     | 31                           | Moskva Christchurch Halmstad      | Casablanca      | Vargas & Lagola och Veronica Maggio                                                                                |
| 12      | 18 februari 2022 | Semifinal     | Cecilia Düringer Jonatan Unge     | 44                           | Claes Elfsberg Magdalena Forsberg | 24                           | Göteborg Tbilisi Dublin           | Konungarnas dal | Vargas & Lagola och Agnes Carlsson, Roger Pontare, Nassim Al Fakir, Sami Al Fakir, Fares Al Fakir & Ayman Al Fakir |
| 13      | 25 februari 2022 | Final         | Hanna Hellquist Ina Lundström     | 28                           | Cecilia Düringer Jonatan Unge     | 44                           | Minneapolis Visby Köpenhamn       | Graceland       | Vargas & Lagola och Seinabo Sey                                                                                    |

## Säsong 33 (2022–2023)
Den 10 oktober 2022 avslöjade Kristian Luuk den första deltagaren i ett inlägg på SVT:s Instagramkonto. På klassiskt På spåret-vis läste han upp ledtrådar och följarna kunde snabbt klura ut att den person han sökte var författaren Camilla Läckberg. Dagen därpå lade Läckberg ut ett klipp på Instagram, där Luuk gav ledtrådar till hennes medtävlare Hasse Aro. Övriga deltagare presenterades den 17 oktober, tillsammans med säsongens fyra husband: Bo Kaspers Orkester, MOR, Smith & Thell och Benny Anderssons orkester. Bland gästartisterna märktes bland andra Laleh, Loreen, Icona Pop, Darin, Tommy Körberg och Helen Sjöholm. Säsongspremiären sändes den 18 november 2022 och finalen den 17 februari 2023.
Säsongens fjärde program var Kristian Luuks och Fredrik Lindströms 173:e avsnitt av På spåret, lika många som företrädaren Ingvar Oldsberg spelade in under sin tid som programledare 1987–2009.

### Deltagare
|       | Grupp 1                        | Grupp 2                          | Grupp 3                             |
| ----- | ------------------------------ | -------------------------------- | ----------------------------------- |
| Lag 1 | Marie Agerhäll Fritte Fritzson | Christopher Garplind Emma Peters | Jason Diakité Marcus Samuelsson     |
| Lag 2 | Hanna Hellquist Ina Lundström  | Hasse Aro Camilla Läckberg       | Marit Bergman Karin Bojs            |
| Lag 3 | Niklas Källner Lena Nordlund   | Cecilia Düringer Jonatan Unge    | Johar Bendjelloul Josefin Johansson |

### Program och resultat
| Avsnitt | Datum            | Matchtyp      | Tävlande och poäng 1:a klass        | Tävlande och poäng 1:a klass | Tävlande och poäng Dressinen        | Tävlande och poäng Dressinen | Resmål                          | Närmast vinner      | Gästartist                                                  |
| ------- | ---------------- | ------------- | ----------------------------------- | ---------------------------- | ----------------------------------- | ---------------------------- | ------------------------------- | ------------------- | ----------------------------------------------------------- |
| 1       | 18 november 2022 | Gruppspel     | Marie Agerhäll Fritte Fritzson      | 38                           | Hanna Hellquist Ina Lundström       | 29                           | Nicosia Fjällbacka Indianapolis | Amsterdam           | Bo Kaspers Orkester och Darin                               |
| 2       | 26 november 2022 | Gruppspel     | Hanna Hellquist Ina Lundström       | 36                           | Niklas Källner Lena Nordlund        | 37                           | Luleå Bombay Cardiff            | Jukkasjärvi         | Bo Kaspers Orkester och Albin Lee Meldau                    |
| 3       | 2 december 2022  | Gruppspel     | Niklas Källner Lena Nordlund        | 33                           | Marie Agerhäll Fritte Fritzson      | 37                           | Darwin Dubrovnik Västervik      | Petra               | Bo Kaspers Orkester och Isabella Lundgren                   |
| 4       | 16 december 2022 | Gruppspel     | Hasse Aro Camilla Läckberg          | 20                           | Christopher Garplind Emma Peters    | 30                           | Toulouse Sigtuna Philadelphia   | Woodstockfestivalen | MOR och Stella Explorer                                     |
| 5       | 23 december 2022 | Gruppspel     | Cecilia Düringer Jonatan Unge       | 46                           | Hasse Aro Camilla Läckberg          | 20                           | Roskilde Kivik Detroit          | Gävle               | MOR och Loreen                                              |
| 6       | 30 december 2022 | Gruppspel     | Christopher Garplind Emma Peters    | 29                           | Cecilia Düringer Jonatan Unge       | 44                           | Sundsvall Kyoto Palma           | Pompeji             | MOR och Sarah Dawn Finer                                    |
| 7       | 6 januari 2023   | Gruppspel     | Marit Bergman Karin Bojs            | 29                           | Jason Diakité Marcus Samuelsson     | 28                           | Kapstaden Tammerfors Skellefteå | Acapulco            | Smith & Thell och Léon                                      |
| 8       | 13 januari 2023  | Gruppspel     | Jason Diakité Marcus Samuelsson     | 29                           | Johar Bendjelloul Josefin Johansson | 38                           | Jakarta Trelleborg Oxford       | Waterloo            | Smith & Thell och Moneybrother                              |
| 9       | 20 januari 2023  | Gruppspel     | Johar Bendjelloul Josefin Johansson | 34                           | Marit Bergman Karin Bojs            | 29                           | Hamburg Abisko Portland         | Norje               | Smith & Thell och Astrid S                                  |
| 10      | 27 januari 2023  | Andra chansen | Niklas Källner Lena Nordlund        | 41                           | Christopher Garplind Emma Peters    | 35                           | Buenos Aires Motala Zürich      | Niagarafallen       | Benny Anderssons orkester och Laleh                         |
| 11      | 3 februari 2023  | Semifinal     | Cecilia Düringer Jonatan Unge       | 35                           | Niklas Källner Lena Nordlund        | 19                           | Trollhättan Tallinn Casablanca  | Rio de Janeiro      | Benny Anderssons orkester och Icona Pop                     |
| 12      | 10 februari 2023 | Semifinal     | Marie Agerhäll Fritte Fritzson      | 42                           | Johar Bendjelloul Josefin Johansson | 39                           | Stockholm Warszawa Vancouver    | Umeå                | Benny Anderssons orkester och Marie Bergman                 |
| 13      | 17 februari 2023 | Final         | Cecilia Düringer Jonatan Unge       | 37                           | Marie Agerhäll Fritte Fritzson      | 46                           | Mora Santiago Florens           | Peking              | Benny Anderssons orkester och Tommy Körberg & Helen Sjöholm |

## Säsong 34 (2023–2024)
Kristian Luuk avslöjade säsongens två första deltagare, Gry Forssell och Jonas Rhodiner, när han var med i deras program i radiokanalen Mix Megapol den 26 september 2023. Den 29 september lade Luuk upp ledtrådar till en tredje deltagare, Peter Apelgren, i en film på sitt Instagramkonto. Övriga deltagare och säsongens artister presenterades den 2 och 4 oktober. Jill & the Johnsons, Kaah, Johnossi och Infinite Mass blev de fyra husbanden och bland gästartisterna märktes Miriam Bryant, Danny Saucedo, Melissa Horn, Victor Leksell och Pelle Almqvist. Säsongspremiären sändes den 3 november 2023 och finalen den 26 januari 2024.

### Deltagare
|       | Grupp 1                              | Grupp 2                          | Grupp 3                        |
| ----- | ------------------------------------ | -------------------------------- | ------------------------------ |
| Lag 1 | Christopher Garplind Emma Peters     | Niklas Källner Lena Nordlund     | Marie Agerhäll Fritte Fritzson |
| Lag 2 | Hector Apelgren Peter Apelgren       | Sofia Dalén Kalle Möller         | Gry Forssell Jonas Rhodiner    |
| Lag 3 | Jennifer Kücükaslan Johan Kücükaslan | Cecilia Berggren Marcus Berggren | Johan Hilton Kristin Lundell   |

### Program och resultat
| Avsnitt | Datum            | Matchtyp      | Tävlande och poäng 1:a klass         | Tävlande och poäng 1:a klass | Tävlande och poäng Dressinen         | Tävlande och poäng Dressinen | Resmål                       | Närmast vinner | Gästartist                               |
| ------- | ---------------- | ------------- | ------------------------------------ | ---------------------------- | ------------------------------------ | ---------------------------- | ---------------------------- | -------------- | ---------------------------------------- |
| 1       | 3 november 2023  | Gruppspel     | Hector Apelgren Peter Apelgren       | 42                           | Christopher Garplind Emma Peters     | 34                           | Las Vegas Mariefred Palermo  | Taj Mahal      | Jill & the Johnsons och Alba August      |
| 2       | 10 november 2023 | Gruppspel     | Christopher Garplind Emma Peters     | 29                           | Jennifer Kücükaslan Johan Kücükaslan | 26                           | Nice Örnsköldsvik Bogotá     | Nashville      | Jill & the Johnsons och Maja Francis     |
| 3       | 17 november 2023 | Gruppspel     | Jennifer Kücükaslan Johan Kücükaslan | 29                           | Hector Apelgren Peter Apelgren       | 23                           | Norrköping Dubai Newcastle   | Pisa           | Jill & the Johnsons och Moonica Mac      |
| 4       | 24 november 2023 | Gruppspel     | Sofia Dalén Kalle Möller             | 24                           | Niklas Källner Lena Nordlund         | 35                           | Nairobi Skövde Skopje        | Cape Canaveral | Kaah och Danny Saucedo                   |
| 5       | 1 december 2023  | Gruppspel     | Niklas Källner Lena Nordlund         | 32                           | Cecilia Berggren Marcus Berggren     | 28                           | Bollnäs Tromsö Phuket        | Stonehenge     | Kaah och Skott(en)                       |
| 6       | 8 december 2023  | Gruppspel     | Cecilia Berggren Marcus Berggren     | 26                           | Sofia Dalén Kalle Möller             | 29                           | Hongkong Funchal Lysekil     | Dalhalla       | Kaah och Melissa Horn                    |
| 7       | 15 december 2023 | Gruppspel     | Gry Forssell Jonas Rhodiner          | 37                           | Marie Agerhäll Fritte Fritzson       | 41                           | Falun Peking Leeds           | Tallinn        | Johnossi och Victor Leksell              |
| 8       | 22 december 2023 | Gruppspel     | Johan Hilton Kristin Lundell         | 32                           | Gry Forssell Jonas Rhodiner          | 30                           | Lund Vasa Ho Chi Minh-staden | Lillehammer    | Johnossi och Maxida Märak                |
| 9       | 29 december 2023 | Gruppspel     | Marie Agerhäll Fritte Fritzson       | 46                           | Johan Hilton Kristin Lundell         | 25                           | Södertälje Muskat Ålborg     | Slottet Bran   | Johnossi och Pelle Almqvist              |
| 10      | 5 januari 2024   | Andra chansen | Johan Hilton Kristin Lundell         | 31                           | Christopher Garplind Emma Peters     | 20                           | Zagreb Wellington Jönköping  | Moskva         | Infinite Mass och Amanda Ginsburg        |
| 11      | 12 januari 2024  | Semifinal     | Niklas Källner Lena Nordlund         | 24                           | Marie Agerhäll Fritte Fritzson       | 35                           | La Paz Varberg Málaga        | Buenos Aires   | Infinite Mass och Lena Philipsson        |
| 12      | 19 januari 2024  | Semifinal     | Hector Apelgren Peter Apelgren       | 41                           | Johan Hilton Kristin Lundell         | 27                           | Köln Torsby Zanzibar         | Mount Rushmore | Infinite Mass och Sabina Ddumba & Janice |
| 13      | 26 januari 2024  | Final         | Marie Agerhäll Fritte Fritzson       | 47                           | Hector Apelgren Peter Apelgren       | 39                           | Istanbul Oskarshamn New York | Kinshasa       | Infinite Mass och Miriam Bryant          |

## Säsong 35 (2024–2025)
Säsongens deltagare presenterades den 21 oktober 2024. En nyhet är att antalet par minskas från nio till åtta, som kommer att tävla i två olika grupper. Samtidigt blir det fler matcher, femton mot tidigare tretton. Tre husband står för musiken: Dina Ögon och First Aid Kit gör sex program var medan Bob hund är med i semifinalerna och finalen. Bland gästartisterna märks bland andra Tomas Ledin, Nina Persson, Molly Hammar och Lars Winnerbäck. Säsongspremiären visades den 1 november 2024 och finalen sänds den 7 februari 2025.
Säsongens femte program blir Kristian Luuks och Fredrik Lindströms 200:e avsnitt av På spåret.

### Deltagare
|       | Grupp 1                        | Grupp 2                              |
| ----- | ------------------------------ | ------------------------------------ |
| Lag 1 | Hector Apelgren Peter Apelgren | Farah Abadi Johan Glans              |
| Lag 2 | Ebba von Sydow Anders Tegnell  | Anders Eldeman Christoffer Nyqvist   |
| Lag 3 | Hanna Dorsin Emma Molin        | Jennifer Kücükaslan Johan Kücükaslan |
| Lag 4 | Gry Forssell Jonas Rhodiner    | Messiah Hallberg Sara Wimmercranz    |

### Poängställning
De två främsta lagen i varje grupp går vidare till semifinal.
| Lag               | Match 1 | Match 2 | Match 3 | Vinster | Totalpoäng |
| ----------------- | ------- | ------- | ------- | ------- | ---------- |
| Apelgren/Apelgren | 49      | 36      | 37      | 3       | 122        |
| Forssell/Rhodiner | 37      | 42      | 32      | 2       | 111        |
| Sydow/Tegnell     | 35      | 31      | 24      | 1       | 90         |
| Dorsin/Molin      | 29      | 30      | 26      | 0       | 85         |

| Lag                   | Match 1 | Match 2 | Match 3 | Vinster | Totalpoäng |
| --------------------- | ------- | ------- | ------- | ------- | ---------- |
| Eldeman/Nyqvist       | 32      | 41      | 22      | 2       | 95         |
| Kücükaslan/Kücükaslan | 27      | 38      | 23      | 2       | 88         |
| Hallberg/Wimmercranz  | 36      | 33      | 39      | 1       | 108        |
| Abadi/Glans           | 27      | 28      | 25      | 1       | 80         |

### Program och resultat
| Avsnitt | Datum            | Matchtyp  | Tävlande och poäng 1:a klass         | Tävlande och poäng 1:a klass | Tävlande och poäng Dressinen         | Tävlande och poäng Dressinen | Resmål                           | Närmast vinner | Gästartist                         |
| ------- | ---------------- | --------- | ------------------------------------ | ---------------------------- | ------------------------------------ | ---------------------------- | -------------------------------- | -------------- | ---------------------------------- |
| 1       | 1 november 2024  | Gruppspel | Hector Apelgren Peter Apelgren       | 49                           | Ebba von Sydow Anders Tegnell        | 35                           | Eksjö Barcelona Washington       | Lützen         | Dina Ögon och Tomas Ledin          |
| 2       | 8 november 2024  | Gruppspel | Ebba von Sydow Anders Tegnell        | 31                           | Hanna Dorsin Emma Molin              | 29                           | Lund Thessaloniki Rio de Janeiro | Verona         | Dina Ögon och Jelly Crystal        |
| 3       | 15 november 2024 | Gruppspel | Hanna Dorsin Emma Molin              | 30                           | Gry Forssell Jonas Rhodiner          | 37                           | Atlanta Arboga Narvik            | Solliden       | Dina Ögon och Mapei                |
| 4       | 22 november 2024 | Gruppspel | Gry Forssell Jonas Rhodiner          | 42                           | Ebba von Sydow Anders Tegnell        | 24                           | Delhi Lissabon Gällivare         | Marianergraven | Dina Ögon och Molly Hammar         |
| 5       | 29 november 2024 | Gruppspel | Hector Apelgren Peter Apelgren       | 36                           | Hanna Dorsin Emma Molin              | 26                           | Kairo Gdansk Strömstad           | Las Vegas      | Dina Ögon och Daniela Rathana      |
| 6       | 6 december 2024  | Gruppspel | Gry Forssell Jonas Rhodiner          | 32                           | Hector Apelgren Peter Apelgren       | 37                           | Uppsala Cancun Belfast           | Brighton       | Dina Ögon och Ellen Krauss         |
| 7       | 13 december 2024 | Gruppspel | Farah Abadi Johan Glans              | 27                           | Anders Eldeman Christoffer Nyqvist   | 32                           | Hanoi Las Palmas Umeå            | Älmhult        | First Aid Kit och Zacke            |
| 8       | 20 december 2024 | Gruppspel | Jennifer Kücükaslan Johan Kücükaslan | 27                           | Farah Abadi Johan Glans              | 28                           | Innsbruck Trosa Wuhan            | Vitön          | First Aid Kit och Anna Ternheim    |
| 9       | 27 december 2024 | Gruppspel | Messiah Hallberg Sara Wimmercranz    | 36                           | Jennifer Kücükaslan Johan Kücükaslan | 38                           | Houston Sarajevo Kalmar          | Angkor Wat     | First Aid Kit och Lars Winnerbäck  |
| 10      | 3 januari 2025   | Gruppspel | Anders Eldeman Christoffer Nyqvist   | 41                           | Messiah Hallberg Sara Wimmercranz    | 33                           | London Maputo Gävle              | New Orleans    | First Aid Kit och Thomas Stenström |
| 11      | 10 januari 2025  | Gruppspel | Jennifer Kücükaslan Johan Kücükaslan | 23                           | Anders Eldeman Christoffer Nyqvist   | 22                           | Reykjavik Sollefteå Panama City  | Uluru          | First Aid Kit och Karin Wistrand   |
| 12      | 17 januari 2025  | Gruppspel | Messiah Hallberg Sara Wimmercranz    | 39                           | Farah Abadi Johan Glans              | 25                           | Paris Mexico City Borlänge       | Wimbledon      | First Aid Kit och Jackie Mere      |
| 13      | 24 januari 2025  | Semifinal | Hector Apelgren Peter Apelgren       | 36                           | Jennifer Kücükaslan Johan Kücükaslan | 18                           | Malmö Bangkok Sheffield          | Lapporten      | Bob hund och Amanda Jenssen        |
| 14      | 31 januari 2025  | Semifinal | Anders Eldeman Christoffer Nyqvist   | 19                           | Gry Forssell Jonas Rhodiner          | 35                           | Göteborg Skagen Brisbane         | Bryssel        | Bob hund och Sebastian Murphy      |
| 15      | 7 februari 2025  | Final     | Gry Forssell Jonas Rhodiner          | 39                           | Hector Apelgren Peter Apelgren       | 45                           | Rom Vansbro Orlando              | Kilimanjaro    | Bob hund och Nina Persson          |